# Уайз, Роберт
Роберт Эрл Уайз (англ. Robert Earl Wise, 10 сентября 1914[…], Уинчестер, Индиана — 14 сентября 2005[…], Лос-Анджелес, Калифорния) — американский кинорежиссёр, продюсер и киномонтажёр. За свою длительную кинокарьеру, охватившую период с 1933 по 2000 год, Уайз завоевал четыре «Оскара» за фильмы «Вестсайдская история» (1961) и «Звуки музыки» (1965), причём каждый из этих фильмов принёс ему по две премии — как лучшему режиссёру и как продюсеру за лучшую картину. Кроме того, Уайз был удостоен трёх номинаций на «Оскар»: за фильм «Гражданин Кейн» (1941) он был номинирован как лучший монтажёр, за фильм «Я хочу жить!» (1958) — как лучший режиссёр, и за фильм «Канонерка» (1966) — как продюсер за лучшую картину.
Среди прочих фильмов Уайза наиболее значимыми являются «Похититель тел» (1945), «Рождённый убивать» (1947), «Подстава» (1949), «День, когда остановилась Земля» (1951), «Административная власть» (1961), «Кто-то там наверху любит меня» (1956), «Идти тихо, идти глубоко» (1958), «Ставки на завтра» (1959), «Призрак дома на холме» (1963), «Штамм „Андромеда“» (1963) и «Звёздный путь: Фильм» (1979).
В работе Уайз отличался тщательной подготовкой, строгой дисциплиной, организованностью и стремлением к достижению наилучшего результата в рамках установленного бюджета. Особенностью творчества Уайза было разнообразие жанров, в которых он добился успеха, среди лучших его картин есть и фильмы ужасов, и фильмы нуар, и вестерны, и военные ленты, и научно-фантастические фильмы, и мюзиклы, и мелодрамы. Некоторые его картины рассматривают острые общественно-политические вопросы, в том числе имеют антивоенную и антиколониальную направленность, затрагивают темы расовых отношений, проблемы беженцев, уличной преступности, положение женщины в обществе, а также отношение к смертной казни.
С 1971 по 1975 год Уайз был президентом Гильдии режиссёров Америки, а с 1985 по 1988 год был президентом Академии кинематографических искусств и наук.

## Ранние годы жизни
Роберт Эрл Уайз родился 10 сентября 1914 года в Винчестере, Индиана, в семье мясника. Некоторое время спустя семья переехала в Коннерсвилл, Индиана, где Уайз учился в средней школе. Его любимым занятием в этот период было кино, он ходил в кинотеатр по три-четыре раза в неделю. Особенно он любил приключенческие фильмы с участием Дугласа Фэйрбенкса-старшего. Кроме того, Уайз увлекался журналистикой. В старших классах школы он вёл юмористическую и спортивную колонки в школьной газете, а также был членом редколлегии школьного ежегодника и членом поэтического клуба.
После окончания школы в 1931 году Уайз поступил в колледж, расположенный в городе Франклин недалеко от Индианаполиса, где начал изучать журналистику. Однако из-за наступления Великой депрессии в 1933 году Уайз был вынужден оставить колледж и пойти искать работу. В том же году его старший брат Дейвид, который несколькими годами ранее получил работу в Голливуде в отделе бухгалтерии на студии RKO Pictures, нашёл для Уайза место курьера.

## Начало кинокарьеры на RKO Pictures в 1933—1942 годах
В 1933 году Уайз получил на студии RKO Pictures место курьера в отделе аудиомонтажа с окладом в 25 долларов в неделю, где «стал носить киноплёнки между просмотровой и монтажной студиями». Намереваясь в совершенстве овладеть новой профессией, Уайз начал тщательно изучать звуковые эффекты и монтаж музыки. В 1934—1935 годах качестве монтажёра звука (без указания в титрах) он принял участие в работе над драмой «Бремя страстей человеческих» (1934) с Бетт Дейвис в главной роли и над политической драмой Джона Форда «Осведомитель» (1935). При работе над мюзиклами «Весёлый развод» (1934) и «Цилиндр» (1935) с участием Фреда Астера и Джинджер Роджерс, Уайз познакомился с ведущим монтажёром студии Уильямом «Билли» Хэмилтоном, и вскоре под его началом стал серьёзно заниматься монтажом фильмов. В 1935 году в порядке эксперимента Хэмилтон совместно с Уайзом сделал 10-минутный фильм «Путешествие через страну Фиджи», который полностью состоял из отснятого материала для незаконченного художественного фильма, и эта работа была высоко оценена руководством студии.
Первым фильмом, где Уайз работал под началом Хэмилтона, была криминальная мелодрама «На пороге зимы» (1936) по бродвейской пьесе Максвелла Андерсона. После этого в качестве ученика Хэмилтона (без упоминания в титрах) Уайз участвовал в монтаже таких фильмов, как комедия «Дверь на сцену» (1937) с Кэтрин Хэпбёрн и Джинджер Роджерс, романтическая комедия с Роджерс «Чудесно проводя время» (1938), мюзиклы с Астером и Роджерс «Беззаботная» (1938) и «История Вернона и Ирен Кастл» (1939). Уайз впервые был указан как монтажёр наряду с Хэмилтоном в титрах исторической драмы Уильяма Дитерле «Горбун из Нотр-Дама» (1939) и романтической комедии с Роджерс «Девушка с Пятой авеню» (1939). А первыми самостоятельными работами Уайза в качестве монтажёра стали романтические комедии «Мать-одиночка» (1939) с Роджерс и Девидом Найвеном, «Моя любимая жена» (1940) с участием Кэри Гранта и Айрин Данн, мюзикл «Танцуй, девочка, танцуй» (1940) с Морин О’Харой и политическая фэнтези-драма Уильяма Дитерле «Дьявол и Дэниел Уэбстер» (1941).

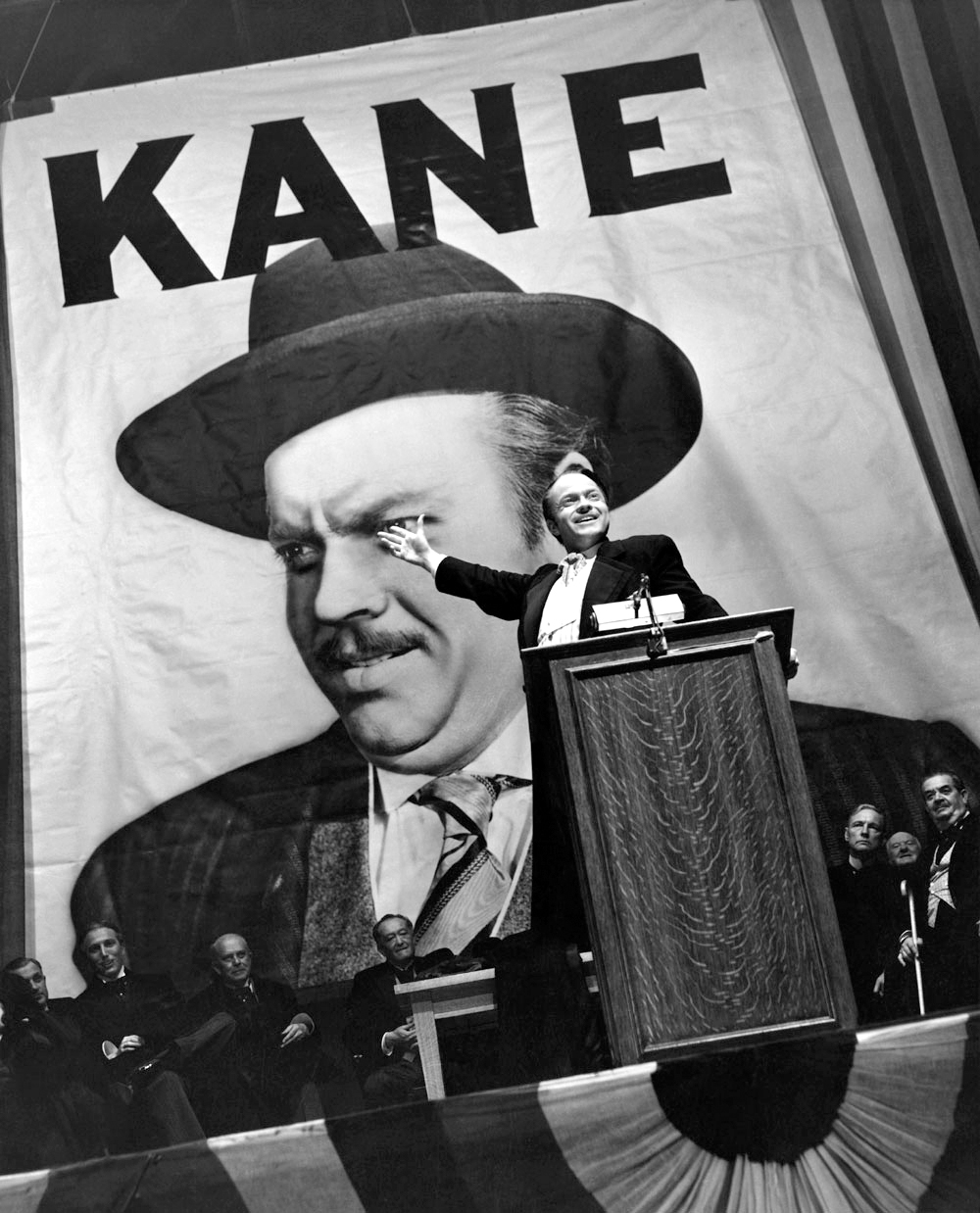
Кадр из фильма «Гражданин Кейн» (1941)

В 1940 году молодой, но уже знаменитый Орсон Уэллс прибыл в Голливуд для постановки своего первого фильма «Гражданин Кейн» (1941). На студии RKO Pictures ему дали немолодого монтажёра, который не понимал революционных идей Уэллса, и режиссёр попросил заменить его на Уайза, который «за несколько лет стал одним из ведущих монтажёров студии». В интервью 2001 года Уайз вспоминал: «Мне позвонил кто-то со студии, спросив, хотел бы я монтировать фильм Уэллса, который уже был известен по работе в Mercury Theater и радиопостановке „Война миров“. Мы встретились, и я помню, что был ужасно впечатлён». По словам Уайза, они сразу же понравились друг другу. Как отмечает киновед Роналд Берган, «будучи всего на год старше Уэллса, Уайз был совершенно необходим режиссёру-дебютанту, и его монтаж внёс существенный вклад в художественный успех фильма». По словам Бергана, особенно сильным моментом картины стала новостная кинохроника «Новости на марше», в которой имитировался различный старый архивный киноматериал. Для усиления эффекта старины Уайз специально поцарапал плёнку, протащив её по цементному полу монтажной студии. «Смелый монтаж Уайза также проявился в знаменитом эпизоде, передающем брак Кейна через последовательное представление трёх сцен завтрака, которые происходили в разницей в несколько лет по мере того, как пара всё более удалялась друг от друга». «Гражданин Кейн» принёс Уайзу номинацию на «Оскар» как лучшему монтажёру, но, как он утверждал, фильм было легко собрать благодаря гениальной операторской работе Грегга Толанда: «Вы бы видели этот потрясающий материал, который он снимал каждый день — это и прекрасная операторская работа, и ракурсы, и великолепные сцены с актёрами, которые были новичками на экране — всё это было чем-то особенным». Уайз признавал, что многому научился у Уэллса и Толанда, используя полученный опыт в собственных фильмах, когда стал режиссёром.

Год спустя Уайз работал как монтажёр на следующем фильме Уэллса «Великолепные Эмберсоны» (1942). Как отмечено в «Нью-Йорк таймс», работа над фильмом на завершающем этапе рассорила Уэллса и Уайза. Уэллс оставил Уайзу 37-страничный свод инструкций по окончательному сведению картины, а сам отбыл в Бразилию для работы над своим новым проектом «Это всё правда». К этому моменту фильм уже существенно превысил бюджет и установленные сроки производства, а также был слишком длинным. На первых закрытых предпросмотрах в Помоне, Калифорния, публика стала уходить со сеанса и оставляла в основном негативные отзывы. Как позднее сказал Уайз, предпросмотр «был полной катастрофой. Зрители уходили толпами… Фильм был также ужасно длинным для того времени, более двух часов». Уайз также отметил, что «зловещие темы безумия и инцеста», которые развивались в фильме, «были отталкивающими для аудитории военного времени». Как написала «Нью-Йорк таймс», «началась Вторая мировая война, и американцы хотели эскапистских фильмов, а не историй об умирании и смерти и о сексуальной фрустрации старой девы». 

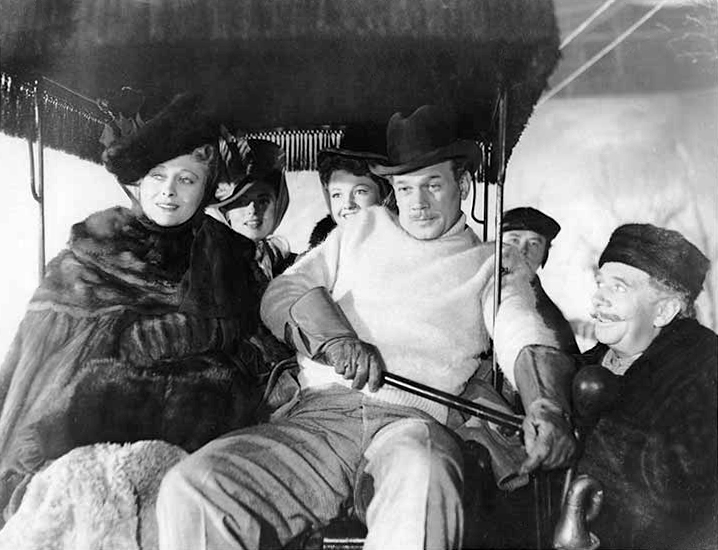
Кадр из фильма «Великолепные Эмберсоны» (1942)

После предпросмотров боссы студии приказали Уайзу сократить и перемонтировать картину. Уайз направил Уэллсу в Бразилию телеграмму: «Картина, кажется, давит на людей». Уэллс ответил, что сделает новый монтаж, если Уайз приедет в Рио с копией. Однако руководство RKO приказало Уайзу «перемонтировать и перекроить фильм вопреки указаниям Уэллса». Уайз выполнил монтаж в соответствии с, как он выразился, «реалиями того, что требовала студия». Он и его ассистент Марк Робсон, который вскоре тоже станет режиссёром, работали круглосуточно, чтобы вырезать, заменить и переставить сцену за сценой в отчаянной попытке, по выражению Уайза, «удержать зрителей в кинотеатрах». В итоге, как пишет Берган, картина была сокращена со 132 минут до 88, а сцены были переставлены или заменены, чтобы «сделать историю более плотной, быстрой и ясной». Кроме того, во время работы Уайзу было поручено доснять некоторые дополнительные сцены для фильма. Уэллс отверг монтаж Уайза, заявив, что фильм был «изуродован», «изрезан студийным садовником» и обвинил Уайза и прочих в «предательском осквернении» его работы. Уайз признавал, что «как произведение искусства» оригинальная версия Уэллса была лучше, но он защищал свой монтаж, говоря, что «спас фильм от ещё худшей участи со стороны студии». Как пишет Берган, «к сожалению, для мириада поклонников Орсона Уэллса Уайз навсегда остался человеком, который в монтажной приуменьшил и почти уничтожил фильм за спиной у мастера». Позднее Уайз говорил: «Поскольку „Эмберсоны“ стали чем-то вроде классики, я думаю, что теперь очевидно, что мы не изуродовали фильм Орсона». По словам Бергана, «лишь те, что видел изначальную версию, могут судить о том, была бы она ещё более великолепной без монтажа Уайза». Особое восхищение монтаж Уайза вызвал у Мартина Скорцезе, который в 1998 году сыграл важную роль в том, чтобы Уайз получил награду Американского института киноискусства за достижения на протяжении жизни. Как сказал Скорцезе, «фильмы Уайза становились для меня всё более интересны из-за стиля монтажа, очень живого, ясного стиля монтажа, который как будто указывает зрителю, куда надо смотреть в той или иной сцене».
После увольнения Уэллса со студии Уайз продолжал монтировать фильмы, среди которых были музыкальная комедия «Семидневный отпуск» (1942) с Люсиль Болл, военная драма «Бомбардир» (1943) с Пэтом О’Брайеном и шпионский нуар «Падший воробей» (1943) с Джоном Графилдом.

## Режиссёрская карьера на RKO Pictures в 1944—1949 годах
Уайз начал работать как режиссёр под руководством признанного мастера психологических хорроров Вэла Льютона, который занимал должность продюсера низкобюджетных фильмов на RKO Pictures. В 1944 году Уайз был монтажёром фильма «Проклятие людей-кошек» (1944), режиссёром которого был Гюнтер фон Фритч. Льютон, недовольный работой фон Фритча, который сильно отстал от съёмочного графика и перерасходовал бюджет, уволил режиссёра. Назначенный на его место Уайз оперативно провёл основную часть съёмок, завершив фильм в отведённые ему десять дней. 

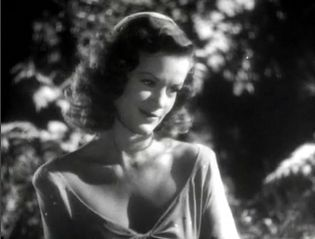
Симона Симон в фильме «Проклятие людей-кошек» (1944)

 Хотя формально фильм считался сиквелом успешного психологического хоррора студии «Люди-кошки» (1942), фактически это был самостоятельный фильм, связанный с предыдущим лишь несколькими персонажами. Фильм рассказывает о шестилетней девочке Эми Рид (Энн Картер) с богатым воображением, которая заводит дружбу с привидением, предстающим в образе Ирены, женщины-кошки, погибшей в первом фильме. Отец (Кент Смит) различными способами пытается вернуть девочку из мира фантазий в реальный мир, однако это приводит к тому, что та убегает в лес, и лишь вмешательство привидения спасает её. Как написал в «Нью-Йорк таймс» кинокритик Босли Краузер, «продюсеры RKO ввели в фильм некоторые элементы хоррора и попытались представить его как сиквел „Людей-кошек“. Однако в действительности фильм значительно отходит от обычных фильмов ужасов и предстаёт как странное и трогательное исследование работы чувствительного детского ума». Как полагает критик, «очень жаль, что коммерческие соображения вынудили ввести ужасы в этот фильм, лучшими моментами которого стали те, когда продюсеры пытаются передать душевное состояние ребёнка». Современный историк кино Хэл Эриксон, назвав картину «увлекательной и бесконечно очаровательной фэнтези, рассказанной глазами ребёнка», заключил, что как «обворожительный взгляд на чудесное безграничное царство детской фантазии фильм добивается огромного успеха». Современные обозреватели отмечают, что "фильм был прекрасно принят как один из лучших психологических триллеров, спродюсированных Вэлом Льютоном, и сегодня стал «культовой классикой», а Уайз во многом благодаря этому фильму был повышен до должности режиссёра. Как написал Геринг, «с этим фильмом Уайз добился большого прорыва, так как его имя было впервые указано в титрах в качестве режиссёра».

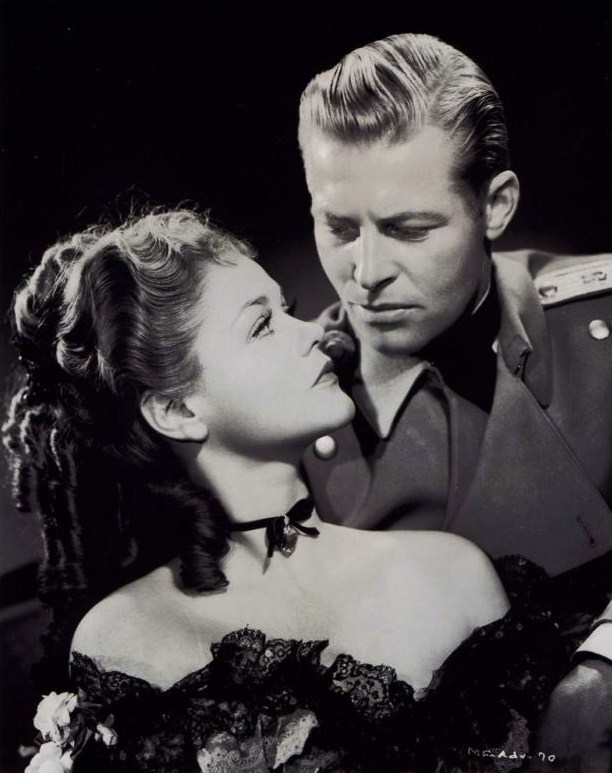
Симона Симон и Курт Кройгер в фильме «Мадмуазель Фифи» (1942)

Второй совместной работой Льютона и Уайза стала историческая военная драма «Мадмуазель Фифи» (1944), в основу которой положены рассказа Ги де Мопассана «Мадмуазель Фифи» и «Пышка», которые «исследовали мрачные стороны человеческой личности в политическом контексте». Действие картины происходит во время Франко-прусской войны 1870 года. По пути из Руана дилижанс с французами разных сословий делает остановку в небольшой деревушке, которую контролирует прусская армия. Прусский лейтенант по прозвищу Фифи (Курт Кройгер) при попустительстве и даже подстрекательстве французских дворян и буржуа, следующих в дилижансе, принуждает красавицу-прачку (Симона Симон) пойти в его апартаменты для любовных утех. Когда некоторое время спустя Фифи начинает публично оскорблять и унижать Францию, патриотически настроенная прачка не выдерживает и убивает его ножом. Как написал историк кино Роджер Фристоу, «Льютон и Уайз сделали фильм на очень скудном бюджете, создав максимальную атмосферу при минимальных затратах… Фильм проводит заметные параллели с нацистским захватом Франции в 1940 году, восхищаясь простыми людьми, которые остались верными принципам своей страны, и осуждая тех, кто стал сотрудничать с врагом из эгоистических соображений». Льютон и Уайз сняли фильм за 22 дня с бюджетом в 200 тысяч долларов, что стало рекордом для студийной звуковой костюмированной картины в США. Как позднее вспоминал Уайз, «поскольку это были низкобюджетные фильмы, нам приходилось напрягать воображение и получить результат, не имея в достатке то, с чем можно работать». Работа с актёрами, постановка света и камеры — «всё было направлено на то, чтобы добиться сильного, эффективного результата, не имея необходимого материала».
Как пишет кинокритик Адам Бернстейн, после этого «продюсер Вэл Льютон наградил Уайза ещё одним проектом — „Похититель тел“ (1945), из которого тот сделал напряжённый триллер». Фильм был поставлен по одноимённому рассказу Роберта Льюиса Стивенсона 1881 года, который в свою очередь был основан на реальных событиях, происходивших в Эдинбурге в 1928 году. В центре внимания картины находится внешне респектабельный доктор Вулф Макфарлейн (Генри Дэниел), которому для проведения научных экспериментов извозчик Джон Грей (Борис Карлофф) поставляет свежие человеческие трупы, выкопанные на городском кладбище. Когда с новыми трупами возникают проблемы, Грей начинает убивать людей, продавая доктору их тела. Узнав об этом, Макфарлейн приходит в негодование, однако Грей шантажом заставляет врача продолжить их преступный бизнес. В конце концов, Макфарлейн не выдерживает и убивает Грэя, однако вскоре после этого, преследуемый призраком извозчика, погибает и сам. После выхода фильма на экраны Босли Краузер написал, что эта мрачная картина, «хотя и не настолько парализует нервную систему, как можно было бы ожидать при виде актёрского состава, тем не менее содержит достаточно саспенса и атмосферного ужаса, чтобы отнести её к лучшим образцам своего жанра». По словам критика, «это, конечно, не самая будоражащая драма ужасов — но она в какой-то степени вызывает больше доверия, чем большинство подобных фильмов, и ей удаётся добиться своего без оборотней или вампиров». Современные критики Роланд Берган и Деннис Шварц назвали картину «превосходной экранизацией рассказа Стивенсона». По мнению Шварца, хотя фильм «слишком привязан к литературе, чтобы стать великим», тем не менее, в нём есть «саспенс, жуткость, динамика и убедительность». Шварц считает, что Уайзу удалось донести «смертельный ужас истории и зловещую атмосферу шотландского Эдинбурга 19 века. Там присутствуют экипажи с лошадьми, покрытые булыжником мостовые, шотландские уличные певцы и несущие мрачное предзнаменование улицы». По словам Геринга, это был «значимый фильм ужасов», который Уайз считал своим любимым фильмом, а «восторженные отзывы критики позволили упрочить его положение как режиссёра».
Как отмечает Берган, после этого Уайз поставил «несколько крепко сбитых, напряжённых мелодрам», таких как «Игра смерти» (1946), который был ремейком фильма 1932 года «Самая опасная игра», получившим «современный поворот темы». Герой фильма писатель Рейнсфорд (Джон Лодер) после кораблекрушения оказывается на удалённом острове в руках у нацистского безумца Кригера (Эдгар Барриер). Кригер даёт ему и двух другим своим пленникам час, чтобы скрыться на острове, после чего начинает на них охоту. По мнению Хэла Эриксона, фильм «не столь неотразим, как версия 1932 года», но, тем не менее «Роберт Уайз наполняет историю большим напряжением, особенно, в финале картины». По мнению современного критика Крейга Батлера, проблемы фильма кроятся в «нескладном сценарии, а также актёрской игре, которая, за исключением Эдагар Барриера в роли жестокого германского злодея, неадекватна… Фильм выигрывает от постановки Уайза, которая, хотя и неровная и явно является работой новичка в режиссуре, тем не менее создаёт необходимую атмосферу и обеспечивает саспенс в ключевых сценах».
После скромной криминальной мелодрамы «Криминальный суд» (1946) с Томом Конуэеем в главной роли Уайз приступил к работе над «классическим фильмом нуар» «Рождённый убивать» (1947). Фильм рассказывает историю внешне привлекательного молодого психопата (Лоуренс Тирни), который готов убить каждого, кто пойдёт против его воли. Он женится на богатой наследнице, одновременно начиная отношения с её сводной сестрой (Клер Тревор), которая настолько одержима его убийственным сознанием, что полностью утрачивает моральные ориентиры и становится его сообщницей. Как было отмечено рецензентом журнала TimeOut, это «один из тех фильмов категории В, которые Уайз поставил до того, как его карьера пошла резко вверх… Совершенно не убедительный, он тем не менее завораживает своим неустанным акцентом на жестокости, деградации и двуличии, а сцена, где жуткое описание двух трупов вызывает пароксизмы похоти у Тирни и Тревор, является своего рода классикой». Кроме того, для фильма своего времени, в нём поразительно много «грязных» словечек и «всепроникающего женоненавистничества»
Следующей картиной Уайза стала криминальная мелодрама категории В «Тайна в Мексике» (1948) с Уильямом Ландигэном в главной роли. По словам Денниса Шварца, «в этой проходной картине о краже бриллиантов не так уж много загадок, но много освежающих, весёлых обменов репликами, а также несколько сносных черно-белых натурных кадров в Мехико (хотя в основном, фильм был снят в студии)».
Как написал кинокритик Деннис Маклеллан в «Лос-Анджелес таймс», после серии фильмов категории В Уайз поднялся до категории А, поставив «отличный, атмосферный вестерн» «Кровь на Луне» (1948). Фильм рассказывает о странствующем ковбое Джиме Гарри (Роберт Митчем), который по прибытии в индейскую резервацию в Техасе, оказывается в центре смертельного противостояния между богатым скотовладельцем Джоном Лафтоном (Том Талли) и своим старым другом Тейтом Райлингом (Роберт Престон), который утверждает, что действует в интересах прибывших поселенцев. Поначалу Джим соглашается помочь Тейту, при этом заводя дружбу с дочерью Лафтона Эми (Барбара Бел Геддес). Разобравшись, что Тейт просто использует его, чтобы присвоить скот Лафтона, Джим в итоге переходит на сторону скотовладельца, что приводит к кровавой развязке. По словам Хэла Эриксона, это «один из лучших психологических вестернов 1940-х годов», который «первоклассно сделан режиссёром Уайзом». Как написал киновед Роб Никсон, после выхода фильма на экраны «рецензенты отмечали, что он отходит от общей схемы, характерной для вестернов. Своим мрачным и тёмным визуальным рядом, персонажами и тематикой картина больше напоминала фильм нуар, жанр, в котором Митчем и Уайз в то время достигли заметных успехов».
Последней режиссёрской работой Уайза на студии RKO стала «Подстава» (1949), «реалистичный боксёрский фильм, в котором Уайз показал жестокую и эксплуататорскую стороны спорта». Фильм рассказывает о 35-летнем профессиональном боксёре Стокере Томпсоне (Роберт Райан), лучшие годы которого уже далеко позади, однако он упорно верит, что ещё добьётся успеха. Криминальные дельцы, играющие на тотализаторе, делают ставки на его поражение в бою с молодым и более сильным соперником. Когда уже в ходе боя Стокеру предлагают деньги за его сдачу, тот отказывается и неожиданно для всех одерживает победу. После завершения боя бандиты жестоко избивают Стокера в подворотне, обрекая его на завершение карьеры. Действие картины полностью происходит на протяжении одной ночи, и, как отмечали многие критики, её продолжительность в 72 минуты фактически совпадает со временем, за которое происходят события на экране. Томас Прайор из «Нью-Йорк таймс», назвав картину «испепеляющей мелодрамой», далее написал, что «людям, которые её делали, нечего сказать хорошего о грязной стороне этого бизнеса, а их блуждающая, разоблающая камера рисует ещё более чёрную картину любителей бокса, которые упиваются его жестокостью. Потная, прокуренная атмосфера плохо проветриваемой малой арены и люди на ринге, которые доводят себя до дикого исступления, представлены на экране жёстко и реалистично. А происходящая в раздевалке драма великих ожиданий и разбитых надежд живо и волнительно представлена благодаря проницательной режиссуре Уайза». По мнению Бергана, «Подстава» стала «потрясающим метафизическим размышлением, прекрасно соединённым с тревожной атомосферой боксёрской мелодрамы», а «Роберт Райан, до того момента известный по угрожающим ролям, достиг трагических измерений в роли третьеразрядного боксёра, который всё ещё верит, что чемпионство в тяжёлом весе находится от него „на расстоянии одного удара“». Геринг полагает, что постановка сцен боксёрского боя в этой картине «установила стандарт для других боксёрских фильмов», а Адам Бернстейн, который отнёс картину к числу лучших фильмов Уайза, отметил, что «жестокие эпизоды боёв, показанные в картине, позднее оказали влияние на такие фильмы, как „Разъярённый бык“ (1980) Мартина Скорцезе». На Каннском кинофестивале 1949 года Уайз был удостоен за эту картину приза ФИПРЕССИ, а Милтон Краснер получил приз за лучшую операторскую работу. Кроме того, в 1950 году «Подстава» была номинирована на премию BAFTA в категории лучший фильм..
После того, как в 1950 году владелец RKO Говард Хьюз не продлил с ним контракт, Уайз стал работать на других студиях, и в конце концов на своей собственной.

## 1950-е годы
Первым фильмом, который поставил Уайз после ухода с RKO, стал вестерн «Два флага Запада» (1950). Действие фильма происходит в последние дни Гражданской войны в США, когда полковник конфедератов Клэй Такер (Джозеф Коттен), чтобы спасти своих солдат от смерти в лагере для военнопленных, использует предоставленное президентом Линкольном право и переходит с верными ему солдатами на службу в армию юнионистов. Такера и его людей в сопровождении капитана юнионистов Марка Брэдфорда (Корнел Уайлд) направляют служить в приграничный форт в штате Нью-Мексико. Комендантом форта оказывается обозлённый майор Кеннистон (Джефф Чандлер), который ненавидит как прибывших к нему на службу бывших конфедератов, так и окружающие его форт индейские племена. Непростые отношения трёх мужчин ещё более осложняет пребывание в форте молодой красивой вдовы Елены (Линда Дарнелл), которая никак не может выехать домой из-за постоянной угрозы нападения индейцев. Как отмечает историк кино Шон Эксмейкер, это была десятая картина Уайза, его второй вестерн и его первый фильм для студии 20th Century Fox. Съёмки фильма проходили в небольшой индейской деревушке примерно в 20 милях от Санта-Фе, Нью-Мексико. По словам Эксмейкера, Уайз, известный своим «умным подходом к работе», сделал «серьёзный фильм, который исследует конфликты мужчин, являющихся одновременно и врагами, и союзниками».
Затем на студии «Warner Bros.» Уайз поставил мелодраму о семейных ценностях «Три тайны» (1950) . В картине рассказывается о крушении в труднодоступных горах Калифорнии небольшого частного самолёта, после которого в живых остаётся лишь пятилетний мальчик. Об этом узнают три женщины (Элинор Паркер, Патриция Нил и Рут Роман), каждая из которых пять лет назад отдала на усыновление своего грудного ребёнка и теперь предполагает, что спасшийся ребёнок может быть её сыном. Каждая из женщин с горечью вспоминает обстоятельства того, как ей пришлось расстаться с сыном. Современный критик Крейг Батлер, хотя и раскритиковал фильм за вторичность и путаный сценарий, одновременно отметил, что фильм «получился лучше, чем можно было ожидать, благодаря очень умелому актёрскому составу и режиссёру, которые совместными усилиями добиваются лучшего результата, чем предполагает материал». По мнению Батлера, «работа Уайза в целом неровная. После скомканного начала, Уайз находит красивые моменты в изложении истории каждой из женщин, но и упускает несколько интересных возможностей». Однако, «при работе с более увлекательными эпизодами, связанными с поиском пропавшего мальчика, Уайз оказывается на высоте».
Следующей картиной, которую Уайз поставил снова на студии 20th Century Fox, стал послевоенный фильм нуар «Дом на Телеграфном холме» (1951). Фильм рассказывает об эмигрантке из Польши (Валентина Кортезе), которая после освобождения из нацистского концентрационного лагеря выдаёт себя за свою умершую американскую подругу, и после войны приезжает в США, рассчитывая получить наследство богатой тёти своей подруги. Она выходит замуж за опекуна несовершеннолетнего сына подруги (Ричард Бейсхарт), и вместе с ним переезжает в шикарный дом тёти, расположенный на Телеграфном холме в Сан-Франциско. Однако постепенно женщина начинает подозревать, что кто-то пытается убить её и сына. Variety дал картине умеренно положительную оценку, назвав «медленной, но интересной мелодрамой о психопатическом убийце, местом действия которой становятся необычные жилые районы на холмах Сан-Франциско». Журнал отмечает, что в картине «хорошо поддерживаются мрачное настроение и повышенная напряжённость, а Бейсхарт и Кортезе своей игрой обеспечивают драме убедительность». Фильм был номинирован на «Оскар» за лучшую художественную постановку.

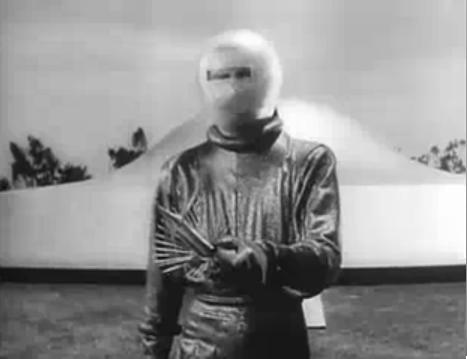
Кадр из фильма «День, когда остановилась Земля» (1951)

Далее, как написал кинокритик Роналд Берган, «находясь на неэксклюзивном контракте с 20th Century Fox, Уайз поставил умный, некрикливый, антивоенный научно-фантастический фильм» «День, когда остановилась Земля» (1951). Фильм начинается с приземления в одном из парков Вашингтона инопланетного корабля, на котором прибыли похожий на Христа инопланетянин Клаату (Майкл Ренни) и огромный робот Горт. Они являются посланцами федерации планет, обеспокоенной ядерными испытаниями на Земле, которые могут привести к гибели всей планеты и несут угрозу другим цивилизациям. После того, как один из американских солдат, окруживших корабль, ранит Клаату, тот попадает в американский госпиталь, настаивая на том, чтобы ему предоставили возможность выступить перед представителями всех народов, населяющих Землю. Когда выясняется, что из-за политических противоречий между государствами это невозможно, Клаату, используя свои сверхъестественные способности, выходит из госпиталя, чтобы под видом обычного человека понять, способны ли земляне сохранить мир на своей планете. Он останавливается в пансионе простой домохозяйки (Патриция Нил), устанавливая отношения с ней и членами её семьи, а также выходит на контакт с ведущими учёными мира, в итоге заключая, что земляне не так уж безнадёжны. После ряда сюжетных поворотов Клаату в перестрелке получает смертельное ранение, но затем благодаря Горту воскресает, чтобы донести до собравшихся у корабля ведущих учёных ключевую мысль — либо земляне присоединятся к федерации планет и будут жить в мире, либо продолжат свой нынешний курс и будут уничтожены. Как позднее говорил Уайз: «Я всегда хочу, чтобы мои фильмы сообщали что-то важное. Однако это следует делать через саму историю, через сюжетное развитие и через взаимодействие персонажей, а не с помощью прямого актёрского текста. Однако фильм „День, когда остановилась Земля“ в этом смысле служит исключением. Весь его смысл заключался в том, чтобы Клаату произнёс своё предупреждение в финале». По словам историка кино Веса Геринга, «фильм был сделан в натуралистическом стиле, и в отличие от большинства других фантастических фильмов, делал упор на содержание истории, а не на спецэффекты». Фильм получил «подавляюще позитивные» отзывы и стал одним из самых «влиятельных научно-фантастических фильмов в истории». Как было отмечено в информации о фильме журнала TV Guide, «Роберт Уайз создал классический научно-фантастический фильм с сильным пацифистским посланием. Превосходная игра всех актёров, сдержанная режиссура Уайза и великолепная и новаторская партитура Бернарда Херрманна делают этот фильм таким же актуальным сегодня, как и в день его выхода на экраны». Фильм был удостоен премии «Золотой глобус» как «лучший фильм, способствующий международному взаимопониманию», а Бернард Херрманн получил номинацию на «Золотой глобус» за лучшую музыку.
Полудокументальный фильм нуар «Город в плену» (1952) Уайз решил поставить под влиянием серии разоблачительных статей о разгроме криминального синдиката в одном из американских городов. Фильм рассказывает историю борьбы редактора газеты в небольшом городке на Среднем Западе (Джон Форсайт) с организованной преступной группировкой в сфере нелегального игорного бизнеса, которая коррумпировала и поставила себе на службу руководство местной полиции. После выхода фильма на экраны журнал Variety описал его как «напряжённую и захватывающую драму о борьбе редактора против коррупции в небольшом городке», отметив что «свойства документального кино придают фильму чувство аутентичности». Кинообозреватель «Нью-Йорк таймс» Босли Краузер в целом положительно оценивший картину, назвал её «живым, лаконичным маленьким фильмом», который «смотрится достоверно и тревожно», а «аккуратные дома и улицы реального городского пригорода, на фоне которых развивается действие картины, усиливают ощущение аутентичности происходящего, ставя перед зрителем проблему о довольно серьёзном общественном пороке».
В том же году Уайз поставил свою «первую откровенную комедию» «Кое-что для птиц» (1952), в которой защитница калифорнийских кондоров (Патриция Нил) вместе с влюблённым в неё вашингтонским лоббистом (Виктор Мэтьюр) вступает в борьбу с газовой компанией, собирающейся начать бурение в месте размножения птиц . Год спустя последовала мелодрама о «семейных ценностях» «Такой большой» (1953) с Джейн Уаймен в главной роли, действие которой происходит в окрестностях Чикаго в охватывает период жизни двух поколений на рубеже XIX—XX веков.

В 1953 году вышли также два «грамотных военных фильма» — «Место назначения — Гоби» и «Крысы пустыни». Действие приключенческой ленты «Место назначения — Гоби» (1953) с Ричардом Уидмарком в главной роли происходит во время Второй мировой войны, где отряд американских военных метеорологов, опираясь на помощь местных монгольских племён, прокладывает себе путь через пустыню Гоби к тихоокеанскому побережью под атаками японских ВВС. 

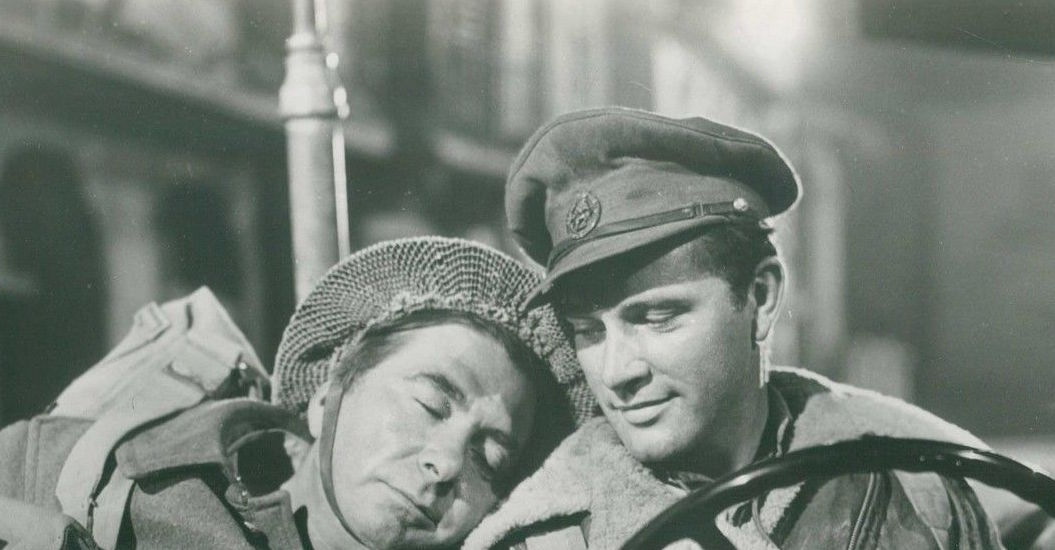
Кадр из фильма «Крысы пустыни» (1953)

 Фильм «Крысы пустыни» (1953) был основан на реальных событиях и рассказывал об обороне в апреле-ноябре 1941 года ливийского города Тобрук британскими войсками от наступающих войск нацистской Германии под командованием генерала Роммеля (Джеймс Мейсон). В центре внимания картины находится деятельность шотландского капитана Макробертса (Ричард Бёртон), который получает под своё командование роту неопытных австралийских солдат, прибывших для защиты города. В ходе боёв он попадает в немецкий плен, однако ему удаётся бежать и продолжить оборону города во главе своего подразделения вплоть до его освобождения союзными войсками. Кинокритик Говард Томпсон в «Нью-Йорк таймс» дал картине сдержанную оценку, назвав её «обычной перетасовкой уже знакомых персонажей, событий и, несмотря на чёткие исторические указания, проявлений героизма». При этом критик отметил «достаточно ловкую режиссуру Уайза», благодаря которой фильм «даёт компетентную и наглядную картину» описываемых событий. Фильм был номинирован на «Оскар» за лучший сценарий.
В 1954 году на студии Metro-Goldwyn-Mayer Уайз поставил драму «Административная власть» (иногда переводится «Номер для директоров») (1954), которая рассказывала о борьбе за власть в крупной мебельной компании после скоропостижной смерти её основателя и президента. Основным претендентом на место руководителя становится властный и амбициозный Лорен Шоу (Фредрик Марч), который предлагает сократить расходы на производство и перенести акцент на маркетинг, снова сделав компанию прибыльной. Его основным противником становится вице-президент Дон Уоллинг (Уильям Холден), энтузиаст-новатор, увлечённый созданием новых продуктов. Хотя поначалу Дон не стремиться занять пост президента, однако жена и близкие коллеги убеждают его в том, что только под его руководством компания сможет добиться успехов. После многочисленных интриг и сюжетных поворотов Дону удаётся занять место президента компании. Продюсер фильма Джон Хаусман собрал для фильма шикарный звёздный состав, включавший также Барбару Стэнвик, Джун Эллисон, Уолтера Пиджона, Шелли Уинтерс, Пола Дугласа и Нину Фох, и большая часть бюджета картины пошла на их гонорары. Как пишет историк кино Марк Фрэнкел, с таким составом и отличным сценаристом Хаусману требовался соответствующий режиссёр, и он сразу же обратился к Уайзу. Хаусману нужен был режиссёр, который не будет выпячивать себя на первый план. С восьмью крупными звёздами, минимальным экшном и получасовой сценой, полностью происходящей за столом совета директоров, фильму, по словам Хаусмана, «нужен был режиссёр, также обладающий навыками инженера и укротителя львов». Уайз идеально подошёл на эту роль, а то обстоятельство, что его режиссёрский стиль идеально сочетался со стилем сценариста Эрнеста Лемана, привёл к тому, что впоследствии они сделали вместе ещё три классических фильма — «Кто-то там наверху любит меня» (1956), «Вестсайдская история» (1961) и «Звуки музыки» (1965). При анализе картины основное внимание критики было сосредоточено на актёрской игре, которой давались в основном позитивные оценки. В частности, современный киновед Брюс Эдер выразил мнение, что «все актёры без исключения отличны», далее отметив, что «уровень саспенса в картине поднимается настолько, что его одобрил был даже Хичкок», достигая своего пика «в последней четверти в личных и философских столкновениях в зале совета директоров». Фильм собрал четыре номинации на «Оскар» — лучшей актрисе второго плана (Фох), за лучшую операторскую работу, за лучшую художественную постановку и за лучший дизайн костюмов. Уайз был номинирован как лучший режиссёр на премию Гильдии режиссёров Америки за лучшую режиссуру — Художественный фильм и на «Золотого льва» Венецианского кинофестиваля, где весь актёрский состав получил коллективный специальный приз жюри. У фильма было также две номинации на премию BAFTA — как лучший фильм и лучшему иностранному актёру (Марч).
Два года спустя студия Warner Bros. выпустила историческую ленту «Елена Троянская» (1956) по мотивам поэмы Гомера «Илиада». Как написал современный кинокритик Деннис Шварц, этот «эпический фильм, который снимался в Италии с международным (преимущественно европейским) актёрским составом, плохо прошёл в прокате и получил неоднозначные отзывы критики. Для Уайза (который был режиссёром картины) эта утомительная историческая костюмированная драма стала первым фильмом в цветном формате CinemaScope, и хотя фильм провалился, его карьера после этого взлетела до небес… Хотя и занимательная в обыденном смысле, с прекрасно снятыми батальными сценами, картина в целом получилась нескладной из-за зажатой актёрской игры, ходульного сценария и неинтересной подачи материала».
Следующей работой Уайза стал вестерн «Похвала дурному человеку» (1956), который вышел на студии Metro-Goldwyn-Mayer.Действие фильма разворачивается в 1870-е годы на Территории Колорадо. Молодой парень с Востока Стив Миллер (Дон Даббинс) находит работу на уединённом коневодческом ранчо богатого, свирепого Джереми Родока (Джеймс Кэгни), который скор на расправу, когда кто-то покушается на его интересы. Когда у Стива начинаются отношения с красавицей Иокастой Константин (Ирен Папас), которую Родок считает своей собственностью, возникает конфликт, в ходе которого от Родока постепенно отворачиваются все окружающие, и в итоге он остаётся наедине с самим собой. В процессе работы над фильмом создателям пришлось столкнуться с серьёзными организационными проблемами. Сначала Спенсер Трейси, который должен был играть главную роль, стал демонстративно саботировать работу, за что в конце концов был уволен после 20 лет работы на студии. Его согласился заменить Джеймс Кэгни, однако работу над фильмом пришлось отложить на несколько месяцев. В наступившей паузе в авиакатастрофе погиб актёр Боб Фрэнсис, игравший Стива Миллера, и Уайзу пришлось переснимать все сцены с его участием, взяв нового актёра. Тем не менее, по словам Денниса Шварца, «несмотря на проблемы в начале съёмок, получился хороший американский вестерн, который заслуживает похвалы своей демонстрацией полной передряг трудовой жизни ковбоя», а «Кэгни потрясающе сыграл сурового скотоводческого барона».
Однако наибольшего успеха в 1956 году Уайз добился с фильмом Metro-Goldwyn-Mayer «Кто-то там наверху любит меня» (1956), биографической лентой о знаменитом боксёре Рокки Грациано (его роль исполнил Пол Ньюман). Фильм рассказывает историю Рокки, который родился в неблагополучной семье, в подростковом возрасте стал членом уличной банды, попал в исправительную школу, а затем и в тюрьму, после чего был направлен в армию, откуда дезертировал. В поисках средств к существованию Рокки начал участвовать в боксёрских боях, обнаружив недюжинный талант. После того, как он выиграл несколько боёв, военные задержали его, направив служить в дисциплинарную часть, где в течение года он совершенствовал своё мастерство, а после освобождения возобновил боксёрскую карьеру. Он поднялся до самого верха, однако проиграл финальный бой Тони Зэйлу. После этого Рокки подвергся шантажу со стороны бывшего заключённого, а затем был лишён боксёрской лицензии. Однако в финале картины Рокки возвращается на ринг, одерживая решающую победу над Зэйлом. Изначально роль Рокки готовилась под Джеймса Дина, который трагически погиб накануне съёмок, после чего его заменил Пол Ньюман. Как вспоминал Уайз: «Я всё время думал о том, что, может быть, Дин физически не средневес. А Пол сделал одну из своих лучших работ в этом фильме; он по-настоящему ухватил этого человека». Как добавляет киновед Джорджелл Коул, с этим фильмом «Ньюман наконец достиг коммерческого успеха, который избегал его ранее, открыв себе путь в тому, чтобы стать крупной голливудской звездой». Как написал в «Нью-Йорк таймс» кинокритик Босли Краузер, картина «служит рекомендацией крутым парням заняться профессиональным боксом, чтобы выпустить свою раздражительность и получить не только деньги, но и аплодисменты и уважение публики». По мнению Краузера, «постановка Уайза быстрая, энергичная и ясная, а монтаж придаёт ей потрясающую чёткость и темп. Показ большого боя Грациано с Тони Зэйлом — это один из самых колоссальных праздников бокса, которые мы когда-либо видели на экране». Роналд Берган, подчёркивает, что «восхваление в фильме профессионального бокса как части американской мечты была почти прямым ответом „Подставе“ (показавшей изнанку боксёрской жизни). Фильм поставлен в энергичной и увлекательной манере, передавая атмосферу нью-йоркского Ист-Сайда, несмотря на то, что снимался в студии MGM». Фильм завоевал два «Оскара» — за лучшую операторскую работу и за лучшую художественную постановку, а также был номинирован на «Оскар» за лучший монтаж. Гильдия режиссёров Америки номинировала Уайза на свою премию за лучшую режиссуру.

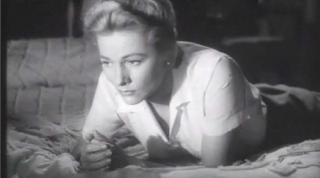
Джоан Фонтейн в фильме «Пока они не поплывут» (1957)

В 1957 году Уайз поставил мелодраму «Пока они не поплывут» (1957), действие которой происходит в Новой Зеландии в период Второй мировой войны и рассказывает об отношениях четырёх новозеландских сестёр с американскими морскими пехотинцами. Главные роли в фильме исполнили такие звёзды, как Пол Ньюман, в роли капитана морской пехоты, которому поручено разобраться с рапортами военнослужащих, желающих вступить в брак с местными девушками, Джин Симмонс, с которой у него возникают отношения, а также Джоан Фонтейн в роли её старшей сестры, которая также встречается с американским офицером. Современный кинокритик Крейг Батлер назвал картину «впечатляющей мыльной оперой военного времени, которая даёт увлекательный, хотя и поверхностный взгляд на испытания и невзгоды довольно маловероятной новозеландской семьи». Как далее пишет критик, история фильма «сентиментальная и довольно предсказуемая, однако благодаря умному сценарию она определённо „срабатывает“», а постановка Уайза «искусная и компетентная, возможно, одна из его лучших работ. Хотя, вероятно, из-за недостаточной личной вовлечённости у него порой получается немного механически, но тем не менее всегда эффективно». За игру в этом фильме Сандра Ди, исполнившая роль младшей сестры, завоевала «Золотой глобус» как самый перспективный новичок.
В комедии Metro-Goldwyn-Mayer «Долгожданная ночь» (1957) Джин Симмонс сыграла школьную учительницу Энн Лидс, которая решает подработать в качестве секретарши у бывшего бутлегера и организатора азартных игр Рокко (Пол Дуглас), который вместе со своим молодым партнёром Тони (Энтони Франчоза) владеет ночным клубом на Бродвее. Вскоре Рокко влюбляется в Энн, а она в свою очередь влюбляется в учтивого Тони, который однако не отвечает ей взаимностью. В конце концов, Энн решает уволиться, однако по настоянию других сотрудников клуба Тони уговаривает её остаться и объясняется ей в любви. Современный критик Деннис Шварц дал фильму негативную оценку, написав, что «Уайз разочаровывает постановкой этой не трогающей зрителя и неубедительной романтической мелодрамы, где невыразительная режиссура приглушает историю в духе Деймона Раниона, которая превращается в скучную версию „Парней и куколок“… Комедия натянута, ситуации неинтересные и даже бриллианты сияют фальшиво». За роль в этом фильме Симмонс была номинирована на «Золотой глобус» как лучшая актриса в жанре мюзикл или комедия.

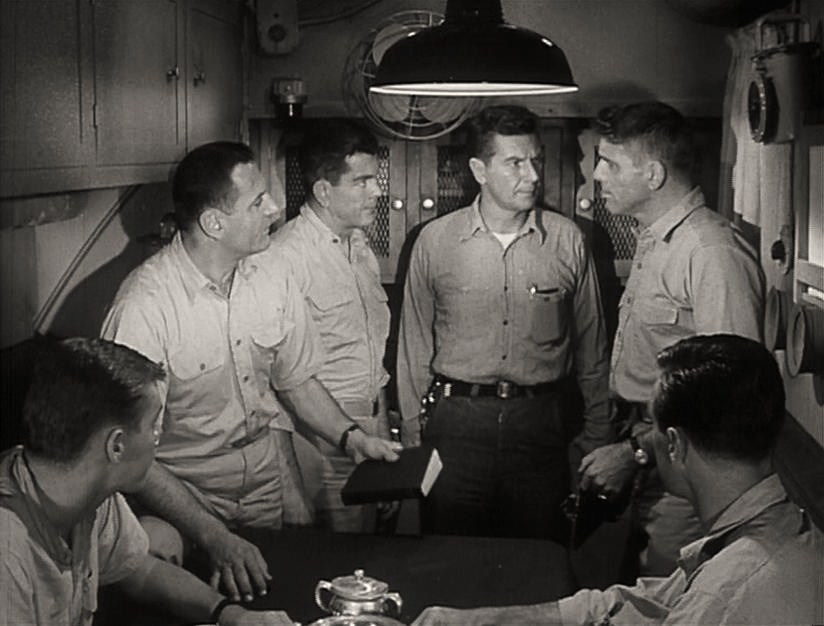
Кадр из фильма «Идти тихо, идти глубоко» (1958)

Год спустя по приглашению продюсерской компании Берта Ланкастера Hecht-Hill-Lancaster Productions Уайз взялся за постановку военной экшн-драмы «Идти тихо, идти глубоко» (1958). Фильм рассказывает о капитане американской подводной лодки Риче Ричардсоне (Кларк Гейбл), которую затопил японский эсминец во время Второй войны. Проведя год в штабе ВМС в Перл-Харбор, Рич возвращается к командованию другой лодкой, ставя своей главной целью уничтожение японского корабля, который затопил его год назад. Его порой непонятное поведение, которым управляет чувство мести, приводит в конце концов к столкновению с первым помощником Джимом Бледсоу (Берт Ланкастер) и доводит ситуацию до грани бунта, когда Рич подвергает судьбу экипажа неоправданному риску. Как пишет современный критик Роб Никсон, «критики были в восторге от режиссёрской работы Уайза». По словам Бергана, «Уайз сумел передать подводное клаустрофобское напряжение на подводной лодке, и остро поставить противостояние персонажей Гейбла и Ланкастера», а Босли Краузер в «Нью-Йорк таймс» написал, что «фильма лучше о войне под океанской поверхностью и о парнях на „тихой службе“ ещё не было». И тем не менее, как продолжает Никсон, «несмотря на всё мастерство в переплетении экшна с интенсивной драмой на личном уровне и на любовь зрителей к обеим звёздам, фильм не стал коммерческим хитом».

Самой сильной работой Уайза на тот момент, по мнению Бергана, стала «реалистичная постановка драмы» «Я хочу жить!» (1958), которую он осуществил на студии продюсера Уолтера Вагнера. Основанный на реальных событиях, фильм рассказывает об жестоком убийстве грабителями пожилой женщины в Бербанке, Калифорния. По подозрению в этом преступлении полиция задержала в Лос-Анджелесе трёх мужчин и одну женщину, Барбару Грэм (её роль сыграла Сьюзен Хейворд), которая уже была известна полиции и осуждалась ранее за проституцию и лжесвидетельство. У Барбары на момент убийства было алиби, которое однако не удалось подтвердить, так как её муж бесследно исчез. Подстрекаемая одной из заключённых, работающих на полицию, Барбара попыталась сфабриковать себе новое алиби, однако полиция записала её переговоры, после чего дело было передано в суд. Прямых улик против неё не было, и всё обвинение базировалось на её преступном прошлом, а также на факте попытки обмана правосудия. Само слушание проходило в обстановке развёрнутой в прессе травли Барбары. В итоге был вынесен обвинительный вердикт, и судья приговорил Грэм к смертной казни. Усилия адвокатов отменить приговор не дали результата, и в итоге она была казнена в газовой камере тюрьмы Сан-Квентин через два года после убийства. Особенно впечатляющим, по словам Бергана, стал «длинный финальный эпизод подготовки Барбары к смерти и сцена в газовой камере». По мнению Шварца, эта «малобюджетная напряжённая судебная драма служит красноречивым обвинительным актом смертной казни. Даже несмотря на то, что Грэм изображена как антиобщественная личность, которая водилась с мерзкой толпой подонков, она не могла быть приговорена исключительно на основании своих былых преступлений, включавших проституцию, лжесвидетельство и подделку документов».

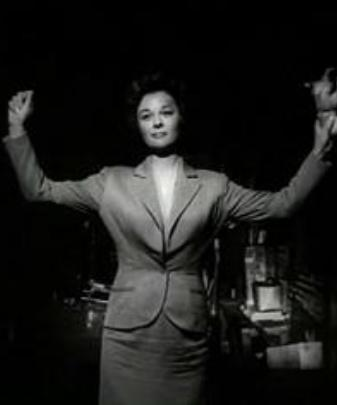
Сьюзен Хейворд в фильме «Я хочу жить!» (1958)

 Как отметил киновед Джефф Стаффорд, «фильм произвёл фурор как среди критиков, так и среди зрителей», став одним из самых кассовых в 1959 году. В частности Босли Краузер в «Нью-Йорк таймс» Босли Краузер написал, что «Хейворд играет великолепно, под неизменно чётким руководством Роберта Уайза, который продемонстрировал здесь потрясающее мастерство реалистического стиля». Хейворд за свою игру удостоилась «Оскара» как лучшая актриса в главной роли, а Уайз завоевал свою первую номинацию на «Оскар» как лучший режиссёр. Кроме того фильм был номинирован на «Оскары» за лучший сценарий, за лучший звук и за лучший монтаж. Хейворд также удостоилась «Золотого глобуса» и номинации на премию BAFTA как лучшая иностранная актриса, фильм был номинирован на «Золотой глобус» в категории «Лучшая драма», а Уайз за режиссуру был номинирован на «Золотой глобус» и премию Гильдии режиссёров Америки.
После этой картины продюсерская компания Гарри Белафонте HarBel Productions предложила Уайзу выступить продюсером и режиссёром нуарового триллера «Ставки на завтра» (1959). Фильм рассказывает историю неудачного банковского ограбления, которое пытались осуществить трое — уволенный за нечистоплотность бывший полицейский Дэвид Бёрк, (Эд Бегли), крутой парень с криминальным прошлым Эрд Слейтер (Роберт Райан) и чернокожий джазовый музыкант Джонни Инграм (Гарри Белафонте), которому срочно нужно вернуть мафии деньги, проигранные на скачках. Бёрк разработал идеальный план ограбления маленького банка недалеко от Нью-Йорка, для которого необходим чернокожий, чтобы сыграть роль ресторанного курьера. Однако с самого начала обозлённый Эрл демонстрирует своё расистское отвращение к Джонни, и Бёрку с трудом удаётся уговорить его остаться в деле. В момент ограбления Эрл вновь демонстрирует своё неприятие негров, и в решающий момент отказывается передать Джонни ключ от автомобиля, на котором они должны бежать с добычей. В результате Бёрк вынужден сам выйти за машиной, что вызывает подозрение проезжающего мимо полицейского патруля, который знает, что ресторан всегда посылает в банк чёрного курьера. Это приводит к разоблачению и самоубийству Бёрка, после чего сбежавшие Джонни и Эрл погибают, пытаясь уничтожить друг друга. Критика позитивно встретила картину. По мнению рецензента Variety, «с одной стороны, фильм представляет собой напряжённую криминальную мелодраму. С другой стороны, это аллегория на темы расизма, алчности и человеческой предрасположенности к саморазрушению. Не вполне удавшись во втором смысле, фильм тем не менее преуспел в первом». Рецензент отметил также, что «режиссёр Роберт Уайз добился от актёров тонкой игры». Босли Краузер в «Нью-Йорк таймс» написал: «Нарастание драматизма в этой криминальной драме поднимается на художественный уровень, редко достижимый на экране. При лаконичном и действенном режиссёрском реализме Роберта Уайза эта драма накапливает энергию с быстрой и легкой ясностью, придавая произведению в целом интенсивно-острое, истинно живописное качество. Следуя зарекомендовавшей себя технике так называемого „документального стиля“, мистер Уайз поставил уличные сцены непосредственно в Нью-Йорке и в городе Гудзон, что придало прекрасной операторской работе Джозефа Брана реалистический вид. А его отличные актёры создали чёткие и убедительные образы». Картина была номинирована на премию «Золотой глобус» как «лучший фильм, содействующий взаимопониманию между народами».

## 1960-е годы
В сентябре 1957 года мюзикл «Вестсайдская история» вышел на Бродвее в постановке и хореографии Джерома Роббинса. Спектакль имел грандиозный успех, в 1958 году он был номинирован на «Тони» как лучший мюзикл и завоевал эту награду за лучшую хореографию. До июня 1959 года спектакль был сыгран на бродвейской сцене 732 раза, после чего отправился в тур по стране, а затем состоялось ещё 249 представлений в Нью-Йорке и в течение двух лет он выходил в Лондоне. Уайз решил сделать по спектаклю фильм, для чего привлёк продюсерские фирмы Mirisch Pictures и Seven Arts Productions, а сам решил выступить как продюсер и режиссёр, пригласив в качестве сорежиссёра Роббинса, который должен был поставить все танцевальные номера.

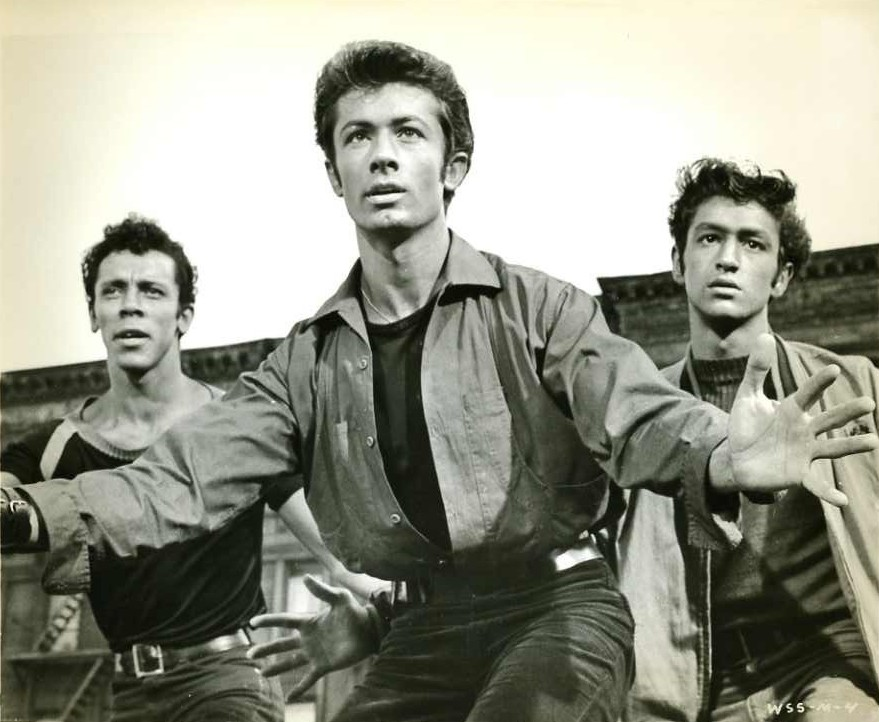
Джордж Чакирис в фильме «Вестсайдская история» (1961)

Взяв за исходную точку пьесу Шекспира «Ромео и Джульетта», фильм «Вестсайдская история» (1961) рассказывает трагическую историю любви двух молодых людей из враждующих уличных банд в современном Нью-Йорке — Тони (Ричард Беймер), который когда-то руководил бандой белых парней, и Марии (Натали Вуд), сестры главаря банды пуэрториканцев. Для начала фильма Уайз придумал знаменитую съёмку Манхэттена с вертолёта, показывая город квартал за кварталом с высоты птичьего полёта и заканчиваясь эпизод наездом камеры на группу ритмично щёлкающих пальцами подростков. Как пишет Берган, «съёмка на натуре на 64-й улице подчёркнула нереальность банды, которая по-балетному танцует на улицах, что позволило дальнейшие съёмки фильма провести в съёмочном павильоне». В интервью 1998 года Уайз сказал: «Поскольку всё это было довольно условно, я думаю, это помогло зрителям принять детей, танцующих на улице, после чего мы ушли с игровой площадки». Съёмки начались с постановки танцевальных номеров под руководством Роббинса, который, хотя и проделал большую и важную работу, однако серьёзно выбился из съёмочного графика и перерасходовал выделенные средства. Тогда Уайз был вынужден отстранить Роббинса от завершения работы, поставив все драматические сцены, а также с помощью ассистентов Роббинса — две оставшиеся танцевальные сцены, максимально сохранив хореографию театральной постановки.Как отметил Берган, «Уайзу удалось справиться с неуклюжей смесью реализма, социальной тематики, оперы, балета и шоу-бизнеса», создав целостную и гармоничную картину.
По информации Variety, расходы на производство фильма составили шесть миллионов долларов, и, как отмечено в The Hollywood Reporter, фильм имел необыкновенный коммерческий успех и успех у критиков. Как написал в своей рецензии в «Нью-Йорк таймс» Босли Краузер, «то, что они сделали с перенесением „Вестсайдской истории“ со сцены на экран, это превратили отличный материал спектакля в кинематографический шедевр. В динамичных формах кино все аспекты шоу получают великолепную трактовку. Драма получает диапазон и естественность широкоформатной цветной съёмки… это сильная смесь драмы, танца и музыки, которая складывается в богатое художественное целое». Рецензент Variety назвал фильм «красиво поставленным, впечатляющим, движимым эмоциями и сильным мюзиклом, который своим суровым подходом к мучительной социальной проблеме и реализмом сюжетного развития может стать образцом для будущих музыкальных постановок. Экран придаёт новое измерение и порой увлекательное переложение бродвейского мюзикла в более значительном по масштабам кинематографе… Технически он превосходен, с ослепительным использованием цвета, захватывающей операторской работой и быстрым монтажом, с драматической силой донося настроение и действие картины. Ещё более значимы музыка Леонарда Бернстайна и захватывающая дух хореография Роббинса, который в кино свободен от пространственных ограничений сцены. Уайз в своей постановке использует как театральную, так и кинематографическую технику, длинные планы на личностных сценах и стремительное действие, неожиданно переходя в динамичное движение и оказывая возбуждающее воздействие». Джеймс Пауэрс из The Hollywood Reporter назвал картину «великолепным шоу, вехой в истории киномюзиклов и потрясающим коммерческим успехом. Оно настолько хорошо, что к нему применимы любые превосходные степени. Ни один киномюзкил — эта чисто американская и чисто голливудская форма — не был лучше этого». Фильм завоевал десять «Оскаров», это был второй по количеству полученных «Оскаров» фильм на тот момент. Помимо премии как лучший фильм (её получил Уайз), картина также получила «Оскары» в категориях «Лучший режиссёр» (Уайз и Роббинс), «Лучший актёр второго плана», «Лучшая актриса второго плана», «Лучшая художественная постановка», «Лучшая операторская работа», «Лучший дизайн костюмов», «Лучший монтаж», «Лучшая музыка» и «Лучший звук», а также получил номинацию за лучший сценарий. Фильм также завоевал «Золотые глобусы» в категориях «Лучший фильм в жанре мюзикл или комедия», «Лучший актёр второго плана», «Лучшая актриса второго плана», кроме того на «Золотой глобус» были номинированы Беймер как лучший актёр в жанре мюзикл или комедия, а также Уайз и Роббинс в категории «Лучший режиссёр». Среди многочисленных других наград — премия Гильдии режиссёров Америки, которую получили Роббин, Уайз и ассистент режиссёра Роберт Е. Релиа.
Год спустя, снова работая с продюсером Уолтером Миришем, Уайз спродюсировал (без указания в титрах) и поставил мелодраму «Двое на качелях» (1962), в основу которой была положена бродвейская пьеса для двух актёров. Фильм рассказывает об адвокате из Омахи, штат Небраска, Джерри Райане (Роберт Митчем), который перебирается в Нью-Йорк, сбегая от проблемных отношений с женой. В Нью-Йорке Райан неожиданно влюбляется в профессиональную танцовщицу из Бронкса Гиттел Моску (Ширли Маклейн). Между ними вспыхивает роман, однако различия в темпераменте, социальном положении и образе жизни постоянно осложняют их отношения. Когда Райан получает, наконец, развод, он опасается сказать об этом Гиттел, так как по-прежнему чувствует связь с бывшей женой. Несмотря на то, что они прекрасно друг к другу относятся, оба понимают, что дальнейшие отношения не принесут им счастья, и в итоге Райан возвращается к бывшей жене. По мнению современного историка кино Крейга Батлера, фильм страдает от многих проблем, связанных с перенесением театрального спектакля для двух актёров на большой экран: «Приёмы, к которым прибегают для создания желаемого впечатления на сцене, на экране выглядят фальшиво, а тщательно прописанный сюжет может внезапно показаться слишком схематичным и просчитанным. Даже актёрский текст страдает, так как визуальная интенсивность камеры даёт зрителю информацию, которую он не получает со сцены, и потому текст становится слишком экспрессивным, неестественным или жёстким». Фильм «страдает от всех этих проблем, хотя в конечном счете всё искупает теплота и привлекательность самой истории, а также милая, ранимая игра Маклейн… Хотя режиссура Роберта Уайза ровная и спокойная, но и она не в состоянии полностью преодолеть ту искусственность, которая ослабляет этот фильм». Как написала историк кино Элино Куин, «фильм получил неровные отзывы. В то время, как большинство критиков были довольны игрой Маклейн, отзывы об игре Митчема не были столь же благожелательными. Тем не менее, фильм получил две номинации на „Оскар“ — за лучшую песню и за лучшую операторскую работу».
В завершение своего контракта с Metro-Goldwyn-Mayer Уайз решил поставить «страшную маленькую историю о сверхъестественном» под названием «Призрак дома на холме» (1963) (другой вариант перевода — «Логово дьявола»), в основу которой положен роман-бестселлер Ширли Джексон. Фильм рассказывает историю о том, как известный учёный-антрополог, который интересуется оккультизмом (Ричард Джонсон), решает исследовать знаменитую усадьбу с многолетней историей необъяснимых физических явлений. Для участия в исследованиях он приглашает будущего наследника усадьбы Люка Сандерсона (Расс Тэмблин), а также двух добровольных помощниц — Элинор Вэнс (Джули Харрис) и Теодору (Клэр Блум), которая обладает необычной экстрасенсорной чувствительностью. События развиваются преимущественно внутри дома, показывая связанную с особняком ужасающую сверхъестественную сущность происходящего. Съёмки картины проходили в Великобритании с британскими актёрами. Для наружных съёмок была избрана усадьба недалеко от Стратфорда-на Эйвоне, а для съёмок внутри помещения были построены богато декорированные интерьеры в британской студии MGM. Уайз решил делать картину чёрно-белой, так как, по его мнению, это усиливало мрачную психологическую составляющую истории. Как отмечает историк кино Андреа Пассафиуме, при работе Уайз использовал любую возможность, чтобы усилить жуткую атмосферу психологического ужаса. Работая на ограниченном бюджете, Уайз создавал пугающую атмосферу очень тонко, используя интересные ракурсы, контрастную чёрно-белую съёмку, для которой заказал специальные экспериментальные линзы, и визуально поражающие декорации. Он также тонко подошёл к теме лесбиянства в фильме, полагая, что сексуальное напряжение между Тео и Элинор добавит интересный слой этой психологической драме. Как далее пишет Пассафиуме, «все члены команды получали удовольствие от работы с Уайзом, у которого была годами сложившаяся репутация сильного режиссёра с великолепной интуицией и полным отсутствием эгоизма». Фильм вышел на экраны в сентябре 1963 года, «до смерти пугая зрителей, которые осмеливались прийти в кинотеатры». По мнению Пассафиуме, получился «глубоко проработанный фильм, который установил новый стандарт для жанра ужасов и быстро стал знаковым фильмом субжанра „дом с привидениями“». После выхода картины она получила смешанные отзывы критики. В частности, Босли Краузер в «Нью-Йорк таймс» написал: «До того, как эта старинная страшилка придёт к своему эктоплазматическому финалу, вы увидите в ней всё, что есть в старомодных фильмах ужасов, кроме линии рассуждений, имеющую хоть какой-то смысл. Он великолепен, пока персонажи Харрис и Блум ёжатся в комнате в этом зловещем экстравагантном особняке, прижимаясь друг к другу в темноте, прислушиваясь к пугающим шумам за дверью и ожидая в парализующем ужасе неизвестно чего. Он кажется ведёт куда-то, когда Ричард Джонсон преследует по винтовой лестнице мисс Харрис, которая демонстрирует беспокойные признаки того, что сходит с ума. В этом наверняка есть какой-то смысл, какой-то символизм. Однако это лишь очередной трюк, чтобы напугать зрителя. И таков весь смысл этого фильма. Похоже, что этот фильм производит больше мурашек, чем смысла, что довольно неожиданно и разочаровывающе для картины с двумя такими актрисами, которые очень хороши на всём протяжении, и который спродюсирован и поставлен умелым Робертом Уайзом». Журнал Variety в своей рецензии отметил: «Искусные кинематографические ходы Уайза и членов его команды не способны полностью преодолеть крупные недостатки сценария. Тонко настраивая зрителя на ожидание научных заключений в сфере психических явлений, фильм полностью уходит в половинчатую мелодраматическую кульминацию. Картина превосходна в чисто кинематографическом плане, с необычайной ловкостью создавая визуальное возбуждение и образы надвигающегося ужаса. Сам дом выступает как чудовищная личность, определённо становясь звездой фильма. Жаль только, что вся эта находчивость в работе растрачена на экранную историю, которая не в состоянии поддерживать столь сильную художественную составляющую». Современная кинокритика в основном даёт фильму высокую оценку. В частности, Деннис Шварц написал: «Уайз ставит этот высоко ценимый хоррор-триллер, создавая угрожающую клаустрофобическую атмосферу и выстраивая дом как место, где обитает зло. Этот фильм знает, как вызывать страх из истории о доме с привидениями… Определённо, что это впечатляющий фильм ужасов, один из самых лучших в своём жанре, эффективно вызывая дрожь и трепет, требуемые, чтобы удовлетворить потребности любителей хоррора». За эту картину Уайз был номинирован на «Золотой глобус» как лучший режиссёр.

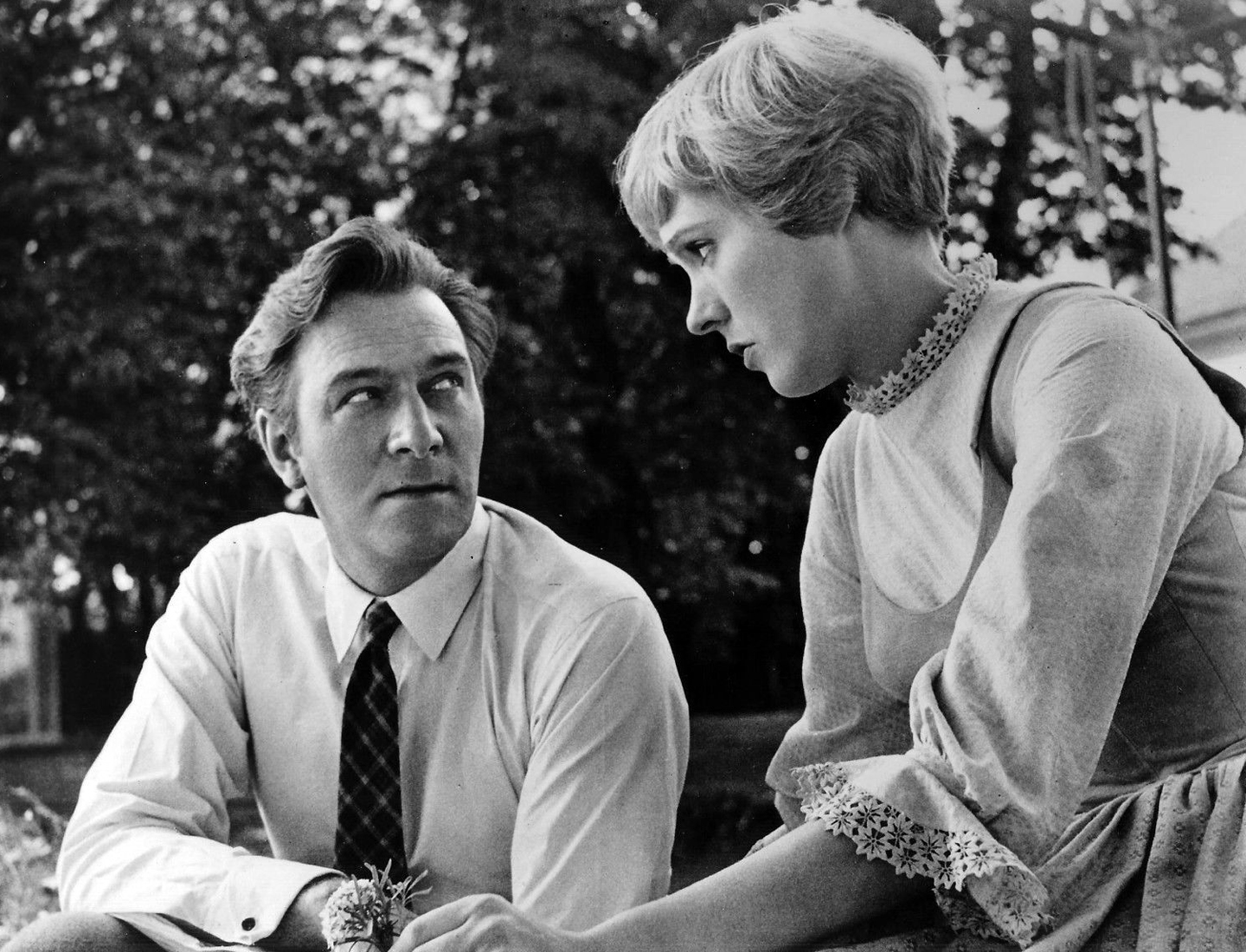
Кристофер Пламмер и Джули Эндрюс на съёмках фильма «Звуки музыки» (1965)

Свой следующий фильм «Звуки музыки» (1966) Уайз поставил по одноимённому сценическому мюзиклу Ричарда Роджерса и Оскара Хаммерстайна II, который с огромным коммерческим успехом дебютировал на Бродвее в 1959 году. История мюзикла была взята из автобиографии Марии Августы фон Трапп 1949 года «История певческой семьи Траппов». Купив права на экранизацию книги, студия Paramount Pictures обратилась к Винсенту Джей Донахью с предложением поставить фильм с Одри Хэпберн в главной роли, однако он решил взяться за театральную постановку. По словам Адама Бернстайна из «Вашингтон пост», постановка фильма долгое время была под сомнением, так как бродвейский мюзикл, который хотя и шёл долгое время, получал негативные отзывы в прессе. В частности, театральный критик «Нью-Йорк таймс» Уолтер Керр написал, что шоу было «слишком сладким на слова и не менее сладким на музыку». В 1960 году студия Twentieth Century Fox всё же выкупила права на экранизацию за 1.25 миллиона долларов, что было крупнейшей суммой, уплаченной за литературный материал в то время. При этом контрактом предусматривалось, что фильм не будет выпущен на экраны до 1963 года, то есть до завершения первого прогона спектакля на Бродвее. Постановка фильма была предложена режиссёру Уильяму Уайлеру, а после его отказа в октябре 1963 году режиссёром был назначен Уайз. Первоначально Уайз отказался снимать этот фильм, но позднее достиг компромисса со студией, оговорив свой процент от прибыли фильма, а также обещание со стороны студии профинансировать его картину «Канонерка», съёмки который забуксовали из-за проблем с бюджетом. Взяв за основу бродвейскую постановку, Уайз предложил не делать фильм чересчур сладкой сентиментальной историей, удалил менее известные песни и добавил дополнительный актёрский текст, чтобы улучшить смысловые переходы между сценами. Он также переформировал часть пьесы и освободил её от театральности, начав картину вертолётными съёмками видов австрийских Альп.
Действие фильма происходит в 1938 году в австрийском Зальцбурге. Монастырь направляет молодую кандидатку в послушницы Марию (Джули Эндрюс) в дом овдовевшего морского капитана Георга Людвига фон Траппа (Кристофер Пламмер) в качестве гувернантки для его семерых детей. Поначалу дети встречают её недружелюбно, но благодаря своему доброму и весёлому нраву Мария быстро сближается с детьми, и приобщает их к пению. Сама же гувернантка влюбляется в фон Траппа, помолвленного с состоятельной баронессой, и он отвечает Марии взаимностью. Поняв сложившуюся ситуацию, баронесса отпускает капитана, чтобы он мог быть с Марией. Тем временем в результате аншлюса Австрия становится частью нацистской Германии, и фон Траппа призывают на военную службу. Не желая служить Рейху, он добивается отсрочки на том основании, что вместе с семейным певчевским ансамблем фон Траппов должен участвовать в Зальцбургском музыкальном фестивале. Сразу после выступления, не дожидаясь вручения первого приза, фон Трапп вместе со всей семьёй сбегает в Швейцарию. Фильм снимался в Тирольских горах в великолепном цветовом формате Todd-AO. Как отмечает Берган, «песни Роджерса и Хаммерстайна, использование впечатляющих локаций в окрестностях Зальцбурга и здоровая чистая игра Джули Эндрюс помогли фильму стать любимым кассовым хитом».
Однако, несмотря на широкую популярность у зрителей, картина получила смешанные отзывы критики, которая считала, что как и сценическая постановка, фильм был слишком «сахарным» и банальным. В частности, известный кинокритик Полин Кейл была уволена из журнала McCall’s после того, как назвала картину «глазированной ложью, которую люди, кажется, хотят потреблять», утверждая, что картина эмоционально манипулирует зрителем с помощью «дешёвых и готовых ответов». В свою очередь, Босли Краузер в своей рецензии в «Нью-Йорк таймс» отметил: «Тот факт, что несмотря на очевидную слабость книги, по которой он был поставлен, бродвейский мюзикл продержался на сцене три с половиной года, дал продюсеру-режиссёру Роберту Уайзу достаточную уверенность принять то, что сделало его популярным в театре и сделать его не менее популярным на экране. Это жизнерадостное обилие простых семейных чувств и мелодичное блаженство музыки Роджерса и Хаммерстайна. В результате Уайз сделал великолепный полноцветный фильм, который близок тщательному повтору сценического шоу, вплоть до опереточного построения, которое предшествовало эпохе кино». При этом Уайз «использовал свои камеры для создания великолепного изобразительного ряда Зальцбурга и его окрестностей в австрийских Альпах. Всё поставлено Уайзом в уютно-сентиментальном стиле, про который даже театральные люди знают, что он устарел». Ближе к финалу фильм страдает повторениями, но его «чувства его обильны». Как заключает Краузер, «с деловой точки зрения, мистер Уайз далеко не так прост». Джеймс Пауэрс из The Hollywood Reporter, который остался в восторге от картины, написал следующее: «Эта работа 20th Century Fox станет кинохитом на все времена, одной из великих картин всех времён. Она возрождает вашу веру в кино и вашу веру в гуманизм. Он делает это с заразительным остроумием, постоянным весельем, с простой и реалистичной духовностью, с романтикой разбитого сердца и сердечной боли. Надо поблагодарить прежде всего продюсера-режиссёра Уайза за его непревзойдённое мастерство в создании фильма… Уайз показывает этим фильмом, что может справиться с чем угодно, и сделать это с безошибочной изобретательностью… У фильма есть вкус, волнение, сердце и разум, которые в первую очередь вложил в него
Уайз».
Как отмечает Геринг, «Звуки музыки» стал одним из самых кассовых фильмов в истории. При бюджете в 6-7 миллионов фильм обошёлся в 8 миллионов. Тем не менее, картина стала кассовой сенсацией, поначалу даже превзойдя «Унесённые ветром» (1940) как самый доходный фильм в истории (позже «Унесённые» вернули себе первое место). Картина продержалась в кинотеатрах более года, и студия собиралась запустить её в более широкий прокат, демонстрируя на дополнительных местных площадках и в драйв-инах. «Нью-Йорк таймс» отметила распространённое явление, когда зрители приходили смотреть фильм многократно, иногда каждый день, в качестве своего рода «терапии». По состоянию на 2014 год «Звуки музыки» был пятым самым кассовым фильмом в истории, принеся (с поправкой на инфляцию) во всём мире 2.3 миллиарда долларов. Фильм завоевал пять «Оскаров» — как лучшая картина и за лучшую режиссуру (обе премии получил Уайз), за лучший монтаж и за лучшую музыку. Кроме того, он был номинирован ещё на пять «Оскаров» в категориях «Лучшая актриса» (Эндрюс), «Лучшая актриса в роли второго плана» (Пегги Вуд), "Лучшая художественная постановка, «Лучшая операторская работа» и «Лучший дизайн костюмов». Фильм также получил «Золотой глобус» в номинации «Лучший фильм в жанре комедия или мюзикл», а Эндрюс получила эту премию в категории «Лучшая актриса». Как лучший режиссёр Уайз был номинирован на «Золотой глобус» и на премию Гильдии режиссёров Америки.
После этой картины Уайз смог приступить к завершению работы над своим «продолжительным военно-морским фильмом» «Канонерка» (также известным под названием «Песчаная галька») (1966). Как отмечает Геринг, Уайз относился к «Звукам музыки» как к проходному фильму, который он сделал, чтобы умилостивить руководство студии и получить финансирование на производство этого, более сложного фильма, работа над которым застопорилась из-за нехватки средств. Действие картины происходит в 1926 году во время Гражданской войны в Китае . Джек Холман (Стив Маккуин) назначен механиком на американскую канонерку «Сан-Пабло», патрулирующей реку Янцзы. Из-за своего независимого характера Джек вскоре сталкивается с проблемами в отношениях как с членами команды, так и с местными жителями. Его коллега и приятель Френчи (Ричард Аттенборо) влюбляется в китаянку Майли (Эммануэль Арсан), и с помощью Джека вызволяет её из публичного дома. Френчи и Майли женятся, а у Джека начинаются отношения с американской учительницей Ширли (Кэндис Берген), которая однако вскоре уезжает в провинцию работать в религиозную миссию. Френчи скоропостижно умирает от пневмонии, после чего враждебно настроенная группа китайцев убивает Майли, обвиняя в её убийстве Джека. Разъярённых китайцев, готовых напасть на лодку, удаётся остановить только с помощью пулемётного огня. Когда боевые действия Гражданской войны подходят вплотную к миссии, канонерка направляется на её спасение. Джеку удаётся посадить Шерли на отплывающую лодку, однако сам он гибнет в кровопролитном бою.
Для этого фильма Уайзу удалось собрать очень сильную команду. В частности, он остался очень доволен игрой Маккуина, заметив что «никогда ранее не работал с актёром, который знал настолько хорошо, что работает на него». При подготовке той или иной сцены, Маккуин часто предлагал, как мог бы её сыграть, и, по словам Уайза, «очень часто он был прав». Как заметил историк кино Дэвид Стеррит, «работая с превосходным оператором Джозефом Макдональдом, который снимал в новой системе Panavision, и не менее одарённым художником-постановщиком Борисом Левеном, Уайз провёл четыре года (сами съёмки заняли семь месяцев) и потратил более 6 миллионов долларов, в том числе 650 тысяч — на гонорар Маккуину и 250 тысяч — на канонерку, построенную в Гонконге, превратив фильм в три часа поистине эпического зрелища. В итоге фильм вдвое превысил бюджет, но с лихвой покрыл расходы, заработав более 30 миллионов долларов».
Множеству критиков фильм понравился. По словам Геринга, «Канонерка» была высоко оценена критиками как «эпический фильм, выступающий аллегорией на тему Вьетнамской войны, который поставил антивоенно настроенный режиссёр и который нёс соответствующее послание». Это был один из первых фильмов на тематику, навеянную Вьетнамской войной, за которым последовали «Уловка 22» (1970) и «Военно-полевой госпиталь» (1970). Так, Босли Краузер в «Нью-Йорк таймс» обратил внимание на то, что «зрители будут смотреть фильм не просто как историю об американской канонерке в Китае в 1926 году», хотя и это даёт «увлекательную, экзотическую и сложную картину». Однако, скорее всего, зрители увидят в картине «странный намёк на то, что происходило и происходит во Вьетнаме». Благодаря "графической и метафорической связи с нашей текущей проблемой на Дальнем Востоке, фильм обладает большой актуальностью и силой воздействия. «Это мрачный и беспокойный фильм», события которого происходят «в диапазоне от стычек с экипажем до кровавого прорыва речной блокады». Он также намекает на то, что «использование американских сил для защиты наших интересов и наших граждан за рубежом, особенно в условиях политической турбулентности, представляет собой бесплодное и нелепое занятие». По словам критика, фильм также показывает, что «старая рудиментарная практика подхода свысока к „низшей“ расе — высокомерна, лицемерна и ведёт к тщеславной смерти» вдали от дома. Как заключает Краузер, «это красиво поставленный фильм, снятый Уайзом в прекрасном цвете», который соединяет «любопытную и неровную попытку создать военный роман» с «сильным и подавляющим взрывом беды над нашими головами». Как отмечено в Variety, «на основе политических и военных потрясений 1926 года в Китае продюсер-режиссёр Роберт Уайз создал чувственную, личностную драму, действие которой разворачивается на фоне тогдашней дипломатии канонерских лодок ВМС США». Фильм «красиво поставлен с несколькими превосходными актёрскими работами». Однако, по мнению рецензента, он «страдает от избыточной экспозиции», в результате чего хотя «каждая сцена сама по себе отлична, однако общий драматический накал ближе к концу снижается». По мнению Стаффорда, «картина не потеряла свою актуальность и для нашего проблемного мира».
Фильм удостоился многих престижных наград. Хотя фильм остался без «Оскаров», он получил восемь номинаций на эту премию в категориях «Лучшая картина» (Уайз), «Лучший актёр» (Маккуин), «Лучший актёр второго плана» (Мако), «Лучшая операторская работа в цвете», «Лучшая художественная постановка», «Лучшая музыка», «Лучший монтаж» и «Лучший звук». Аттенборо завоевал «Золотой глобус» как лучший актёр второго плана, картина удостоилась ещё семи номинаций на «Золотой глобус», в том числе как лучшей драматической картине, Уайзу как лучшему режиссёру и Маккуину как лучшему актёру. Гильдия режиссёров Америки номинировала Уайза на свою премию за выдающиеся режиссёрские достижения в кино. Как отметил Геринг, «отличные отзывы на этот фильм стали последним „творческим пиком“ Уайза в его продолжительной карьере».
Как отметил Адам Бернстайн, следующий фильм Уайза «Звезда!» (1968), «байопик о британской театральной актрисе Гертруде Лоуренс с Джули Эндрюс в главной роли, стал провалом Уайза как у критики, так и в прокате». По словам Бергана, «после лёгкой прогулки по холмам Эндрюс и Уайз, которые очень хотели снова работать вместе, с этим устарелым байопиком упали ничком». Действие этой картины начинается в 1940 году, когда Гертруда Лоуренс (Эндрюс) смотрит документальный фильм, рассказывающий о её жизни, и вспоминает своё прошлое. Действие переносится в 1915 год, когда она уходит из дома, чтобы вместе с отцом выступать в дешёвом мюзик-холле на окраине Лондона. Ей удаётся попасть в массовку театра Андре Шарло (Алан Оппенгеймер) на Вест-Энде, где своим стремлением выделиться из толпы она обращает на себя внимание режиссёра Джека Ропера (Джон Коллин). Он даёт ей роли дублёрш главных героинь, а вскоре Гертруда выходит за него замуж. Во время беременности она заменяет пропускающую спектакль звезду, добиваясь восторженной реакции публики, после чего становится ясно, что она рождена для сцены. После рождения дочери Памелы отношения Гертруды с Ропером портятся, и вскоре она начинает встречаться с английским дипломатом Энтони Спенсером (Майкл Крейг), который превращает её в леди. После увольнения из театра Шарло за прогул, в компании Спенсера она становится любимицей светского общества. Друг детства, знаменитый писатель и театральный деятель Ноэл Кауард (Дэниел Мэсси) уговаривает её сыграть главную роль в своей новой постановке, благодаря чему Гертруда становится звездой. Когда шоу переезжает в Нью-Йорк, она начинает отношения с актёром Чарльзом Фрейзером (Роберт Рид) и биржевым брокером Беном Митчеллом (Энтони Эйсли), но вскоре из-за неумеренных трат она оказывается на грани банкротства. Однако в итоге её удаётся расплатиться с кредиторами и сохранить свой гламурный имидж. Хотя в театре её карьера стремительно прогрессирует, однако отношения с Памелой становятся всё хуже, что приводит к нервному срыву. После знакомства с бизнесменом и театральным продюсером Ричардом Олдричем (Ричард Кренна) она принимает предложение играть в его театре. На репетиции у них возникает конфликт, после которого она уходит, возвращаясь на Бродвей. Олдрич появляется на её репетиции, где она никак не сможет справиться с ролью. Он пригашает её и Кауарда в ночной клуб, давая ей понимание того, как следует сыграть эту роль. После успеха спектакля Гетруда выходит за Олрича замуж. По словам историка кино Фрэнка Миллера, Гертруда Лоуренс была «одной из самых красивых театральных звёзд 20 века, а её история предлагает идеальную комбинацию темпераментного поведения, романтических эскапад и музыкальных хитов». Как далее отмечает критик, фильм делался с огромным размахом на уровне самых дорогих мюзиклов своего времени. В частности, известный дизайнер «Дональд Брукс создал 3040 костюмов для фильма, включая 125 — для Эндрюс, это самое больше число костюмов для одной актрисы в каком-либо фильме. Фильм снимался в 14 локациях по всему миру, а Борис Левен создал 185 студийных декораций в девяти съёмочных павильонах Fox».
Тем не менее, критика приняла картину весьма сдержанно. В частности, в рецензии журнала Variety говорилось, что игра Джули Эндрюс «между музыкальными номерами порой провисает, но актёры и замечательная группа технических специалистов помогли сделать приятный трибьют одной из самых почитаемых театральных звёзд. Фильм даёт увлекательную демонстрацию впечатляющего восхождения Лоуренс к славе в шоу-бизнесе, а также тщательно проработанный фон ныне ушедшей эпохи». Рената Адлер в «Нью-Йорк таймс» написала, что «Джули Эндрюс на этот раз не так превосходна (как в „Звуках музыки“). Возникает некий конфликт между её особенным милым и невинным имиджем» и тем, как фильм представляет её героиню «мисс Лоуренс, которая изображается чем-то вроде монстра, без блеска, очарования или остроумия, которые придали бы её амбициям стильность… Люди, которые любят старомодные мюзиклы, получат удовлетворение от картины. Также как и те, кто любит Джули Эндрюс. Но людям, которые любили Гертруду Лоуренс, лучше остаться при своих собраниях записей и при своих воспоминаниях». По мнению современного критика Хэла Эриксона, «фильм временами прыгает взад-вперёд, увязывая скачки специально изготовленным хроникальным материалом. Фильм сильно затянут, хотя музыкальные номера превосходны». Как далее пишет критик, «Лоуренс была темпераментной, саркастичной, приземлённой и порой саморазрушительной, и Эндрюс доставляет этой ролью наслаждение. Однако, к сожалению, поклонники Эндрюс, ожидавшие продолжения „Звуков музыки“, сразу же отвергли её в новом образе, и фильм стал огромным коммерческим провалом». Как отмечает Миллер, «молодёжная аудитория, которая играла всё более важное значение, не заинтересовалась фильмом». Студия пыталась завлечь молодёжь, сделав рекламную съёмку Эндрюс на мотоцикле, но ничего не помогло. Под руководством Уайза картина была сокращена на 20 минут до 174 минут и выпущена повторно под новым названием «Таковы были весёлые времена» (1969). Однако, по словам Миллера, «фильм так и остался финансовой катастрофой, хотя со временем и получил верных культовых поклонников». В итоге фильм, который обошёлся в 14 миллионов долларов, принёс в США лишь 2.4 миллиона, а международные продажи довели общую сумму продаж всего лишь до 10 миллионов. Причиной провала картины в прокате, по мнению Геринга стало то, что «Эндрюс была взята на роль вопреки своему типажу, однако Уайз как режиссёр принял ответственность за недостатки фильма на себя». Уайз считал фильм своим главным разочарованием, говоря, что «люди видели Джули Эндрюс в „Звуках музыки“, где всё мило и приятно, и не хотели видеть её, как девушку, которая спала со всеми подряд и вела какую-то нелицеприятную жизнь».
Несмотря на коммерческую неудачу и холодное отношение прессы, фильм тем не менее был номинирован на семь «Оскаров», в том числе за лучшую операторскую работу, лучшую художественную постановку, лучший дизайн костюмов и лучшую музыку. Актёр Дениэл Мэсси помимо номинации на «Оскар» завоевал также «Золотой глобус» как лучший актёр второго плана. Как далее пишет Миллер, «после своей коммерческой смерти и тяжёлой печати одного из тех фильмов, которые положили конец крупнобюджетным голливудским мюзиклам, картина была открыта заново благодаря своим стойким поклонникам… Потребовалось почти 25 лет, чтобы раскрыть многие её достоинства».

## 1970-е годы
Оставшуюся часть своей карьеры, по словам Бергана, Уайз упрямо двигался по голливудскому мейнстриму, переходя от научной фантастики «Штамма „Андромеда“» (1971) к фильму-катастрофе «Гинденбург» (1975), от оккультизма ленты «Чужая дочь» (1977) снова к научной фантастике с картиной «Звёздный путь: Фильм» (1979), который стал четвёртым по доходам фильмом в истории студии Paramount.
Первой работой Уайза в 1970-е годы стал научно-фантастический триллер «Штамм „Андромеда“»(1971). Фильм поставлен по роману автора популярных научно-фантастических книг Майкла Крайтона, права на экранизацию которого студия Universal приобрела в 1969 году за 350 тысяч долларов. Продюсером и режиссёром картины был назначен Роберт Уайз, который внёс в сценарий некоторые изменения по сравнению с романом, в частности, ввёл вместо одного из учёных-мужчин женский персонаж. Фильм начинается с момента, когда секретный американский космический спутник, запущенный с целью сбора инопланетных микроорганизмов, выходит из строя и падает в городке Пьемонт в штате Нью-Мексико, в результате чего гибнут все жители городка, кроме грудного младенца и городского пьяницы. На месте трагедии учёные устанавливают, что причина смерти людей имеет внеземное происхождение. Для выявления причин происходящего власти быстро собирают группу из четырёх ведущих учёных, которых доставляют в пустыню в штате Невада, помещая в спрятанную глубоко под землёй лабораторию, оснащённую самым современным оборудованием. Учёные должны выяснить сущность смертоносного микроорганизма, убившего жителей городка, а также найти способ борьбы с ним. Исследования показывают, что учёные столкнулись с неизвестной ранее формой жизни — размножающимися и быстро мутирующими кристаллами, которые используют для роста любые виды энергии, которыми на них воздействуют. Из-за угрозы быстрого распространения штамма в земной атмосфере, учёные должны найти решение как можно скорее. На четвёртый день, когда они выясняют, что штамм распространяется через кровь с определёнными свойствами, он выходит из-под контроля и начинает проникать во все узлы лаборатории. В условиях чрезвычайной ситуации автоматически запускается система самоуничтожения станции с помощью ядерного взрыва. Понимая, что такой взрыв приведёт к неконтролируемому распространению штамма на планете, учёным в последний момент удаётся отключить режим самоликвидации. Вскоре они находят способ нейтрализовать штамм и предотвратить смертельную угрозу для человечества с помощью океанской воды. Как отмечает историк кино Фелиция Фистер, особое внимание при работе над картиной было уделено созданию лаборатории с тщятельно продуманным обтекаемым дизайном, напоминающим интерьеры фильма Стенли Кубрика «Космическая одиссея 2001 года» (1968), что помещая картину в научно-фантастический мир неопределённого будущего. Однако, по словам Фистер, «такое вневременное ощущение рушится в сцене, когда одного из учёных вызывают посреди ночи из дома, и жена шутит, что он идёт на хиппистскую любовную вечеринку. Такие детали времени, а также очевидная паранойя по поводу опасности ядерного вооружения и зарождающейся угрозы биологического оружия указывают на то, что это научная фантастика 1970-х годов, точно также, как орды инопланетных захватчиков служили выражением общественного страха перед коммунистическим нашествием в фильмах 1950-х годов». Как отмечает Фистер, «хотя по стандартам современной научной фантастики фильм определённо выглядит технологически устаревшим, тем не менее, одно только строительство научной лаборатории обошлось в 300 тысяч долларов, что было феноменальной стоимостью для того времени». Ещё более шокирующим, по мнению Фистер, был прокатный рейтинг «G», позволяющий показ фильм без возрастных ограничений, несмотря на то, что «в фильме есть краткие моменты наготы и некоторые жуткие подробности воздействия организмов на человеческие трупы»
Фильм имел значительный коммерческий успех. При бюджете в 6.5 миллиона долларов доходы от демонстрации картины в кинотеатрах только на внутреннем рынке превысили 12 миллионов долларов. Мнения критики были однако не столь позитивными. В частности, Роджер Гринспан в «Нбю-Йорк таймс» раскритиковал фильм, написав, что «киноверсия ничем не улучшила ужасный роман Майкла Крайтона, добавив в него океан и некоторые сокращения». По словам критика, «роман нагружен массой полунаучной информации, и Уайз сохраняет этот жалкий позитивизм метода Крайтона, неминуемо перенося его на актёров. В результате, за редким исключением, нет никакой индивидуализации образов, не говоря о психологизме». Кроме того, «несмотря на всю драматичность ситуации, ничего особенно увлекательного не происходит». Без сильных человеческих чувств и сильной игры «нам достаётся драма людей, плотно сидящих в креслах, вращающих ручки приборов и наблюдающих на телемониторами». Известный кинокритик Роджер Эберт посчитал, что «фильм достаточно хорош как научная фантастика. На самое интересное в этом фильме, это производственный дизайн, который кажется, начался там, где остановились интерьеры космической станции „Космической одиссеи 2001 года“». Как далее пишет критик, «мы попадаем в мир плавного, бесконечно изгибающегося биоморфного пластика с кнопками и компьютерными мониторами». По словам Эберта, это кардинальным образом отличает его от большинства научно-фантастических фильмов своео времени, проблемой которых является недостоверность интерьеров, когда «нас просят поверить в то, что герои набирают обороты где-то за Альфой Центаврой, при этом их панель управления выглядит как у „Студебеккера“ 1949 года». После «Космической одиссеи» стало обязательным для уважающих себя научно-фантастических фильмов создавать достоверную среду, и «в этом фильме это сделано абсолютно блестяще в виде герметически запечатанной лаборатории на пяти уровнях под землёй». В отличие от определённого очеловечивания компьютера в «Космической одиссее» здесь наоборот скорее люди уподобляются компьютерам, и в сложные моменты они ведут себя друг с другом как «обезличенные машины». Как резюмирует Эберт, «на уровне истории это великолепное зрелище, которое заставит вас беспокоиться по поводу того, удастся ли одолеть этот странный кусочек инопланетного зелёного кристалла. Но стоит также понаблюдать за этими людьми и этими машинами». Попробуйте погрузиться в эту «самоуправляемую автоматизированную пластиковую среду с кондиционерами и искусственными освещением», и спросите себя, «действительно ли человечество движется в правильном направлении». По мнению современного историка кино Люсии Боццолы, «фильм сочетает страхи ядерной войны с технофобией космической эры и паранойей начала 1970-х годов… Снятый преимущественно в тщательно проработанных декорациях с малоизвестными актёрами», фильм демонстрирует мощь технологии и очарование ей. Это, по словам Боццолы, «одна из многих страшных предостерегающих картин того периода об опасностях чрезмерного вмешательства и потенциальных гнусных мотивах правительства», которая «привлекла внимание своим обтекаемым футуристическим внешним видом, забрав номинации на „Оскар“ за художественную постановку и монтаж».
Мелодрама «Двое» (1973) стала совместным производством компаний Universal Pictures, Robert Wise Productions и The Filmakers Group, а Уайз выступил не только как продюсер, но и как режиссёр. Фильм рассказывает о нью-йоркской топ-модели Дейрдре Маккласки (Линдси Вагнер), которая после фотосессии в Марракеше направляется на поезде в Касабланку, где встречает страдающего в одиночестве молодого мужчину Эвана Боннера (Питер Фонда), с которым познакомилась днём ранее в кафе. Когда поезд останавливается из-за поломки, Дейрдре и Эван направляются на прогулку в близлежащую деревню, где она пытается флиртовать с Эваном, однако он не идёт на сближение. Позднее на борту самолёта из Касабланки в Париж Эван признаётся ей, что во Вьетнаме дезертировал из армии, был переправлен в Москву, где активно выступал против американской войны во Вьетнаме, затем получил убежище в Швеции, откуда переехал в Марокко. Поняв бессмысленность такого существования и устав от скитаний, он решил сдаться американским властям и предстать перед трибуналом. Перед возвращением в США Дейрдре и Эван вместе проводят день и ночь в Париже. Утром она предлагает остаться им вдвоём в Европе, говоря, что её доходов хватит на содержание их двоих, однако он отказывается. По прилёте в Нью-Йорк Дейрдре ещё раз предлагает Эвану остаться с ней, однако, твёрдо решив порвать со своим прошлым, Эван сдаётся властям. Фильм получил преимущественно негативные отзывы. В частности, кинокритик Роджер Гринспан в «Нью-Йорк таймс» назвал его «очень глупым фильмом», который «плох во всём», и дело не столько в режиссёре Уайзе, сколько в искусственности и вторичности картины.Роджер Эберт назвал картину «горько-сладкой, радикализированной версией „Истории любви“, что, вероятно, и подтолкнуло режиссёра Роберта Уайза взяться за этот проект. Фильм поверхностен, когда как будто бы хочет что-то сказать о воздействии войны на её участников». Это может быть и заслуживающая внимания тема, но не для этого фильма. «То, что мы получаем, это ужасно нескладное путешествие в банальность». Как написал Геринг, фильм получил «плохие отзывы» и остался одним из самых редко показываемых фильмов Уайза.
В 1975 году Уайз как продюсер и режиссёр поставил на студии Universal фильм-катастрофу «Гинденбург» (1975). Действие картины начинается в нацистской Германии в 1937 году. В условиях, когда циркулируют слухи о готовящейся диверсии против цеппелина «Гинденбург», бывший лётчик Люфтваффе, полковник Франц Риттер (Джордж К. Скотт), перешедший на работу в военную разведку, получает направление на «Гинденбург» в качестве главы службы безопасности. На борту цеппелина, который направляется в США, находится несколько десятков пассажиров, а также члены команды, многие из которых вызывают подозрение у Риттера. Среди них и его бывшая романтическая подруга (Энн Бэнкрофт), и коварный бизнесмен (Гиг Янг), и люди, имеющие политические разногласия с нацистским режимом, а также агент Гестапо, у которого свои задачи, и кроме того двое совершенно загадочных людей (Бёрджесс Мередит, Рене Обержонуа), цели путешествия которых совершенно непонятны. Отработав множество ложных наводок, ключей и версий, лишь в самом финале картины Риттер находит организаторов катастрофы, однако не успевает предотвратить взрыв цеппелина при посадке на авиабазе в Лейкхёрсте, США.
После выхода на экраны фильм был разгромлен критиками. В частности, Роджер Эберт в Chicago Sun-Times посчитал картину провальной, написав: «Действительно этот фильм — катастрофа. Как ещё можно описать картину, которая обошлась в 12 миллионов долларов и вызывает у людей громкий смех каждый раз в совсем не подходящее время?». Винесент Кэмби из «Нью-Йорк таймс» назвал картину «безмозглой и легкомысленной» и «забавно смешной в неподходящие моменты». И всё же, как пишет автор, «мне не хотелось пропустить ни одного дурацкого кадра. Я люблю фильмы-катастрофы, даже плохие, из-за спецэффектов» и ожидания того, что что-то вот-вот разразится. Как пишет критик, Уайз «сделал совершенно невероятной досконально известную теорию о событиях, которые привели к тому, что дирижабль взорвался и сгорел при посадке в Лейкхёрсте». По его мнению, «фильм значительно более шизоидный», чем другие популярные фильмы-катастрофы начала 1970-х годов, которые были полным вымыслом. В отличие от них, «Гинденбург» «разрывается между известными фактами и плохо продуманной выдумкой». Как пишет Кэмби, «если убрать последние 10 минут, за которые Уайз довольно эффектно показывает как саму катастрофу, так и подлинную хронику катастрофы продолжительностью в одну минуту», получится «очередной скучный фильм на тему „гранд-отель в воздухе“». Как написал современный историк кино Крейг Батлер, фильм, «подобно реальному цеппелину, большой и раздутый, однако отличается от него тем, что так и не отрывается от земли, не говоря уж о том, чтобы парить в воздухе». В результате зритель получает «нудный, утомительный и часто раздражающий рассказ о том, что могло привести к эпохальной катастрофе», который при этом «полон клише, стереотипов и мыльной мелодрамы». Ему остро не хватает «интересных персонажей, правдоподобных поворотов сюжета, умного (или просто увлекательного) диалога, саспенса и динамики. Несмотря на то, что фильм длится чуть больше двух часов, под свинцовым руководством Роберта Уайза, он ощущается намного более длинным». При этом Батлер отмечает и положительные стороны картины, в частности, тщательное воссоздание интерьера корабля, и показ того, каков цеппелин в действии. «Кроме того, визуальные эффекты превосходны, декорации и костюмы очень впечатляют» и операторская работа также великолепна. Ничего нельзя сказать плохого и об актёрах, но «даже такие звёзды, как Скотт и Бэнкрофт, не могут вдохнуть достаточно жизни в сценарий. Все перечисленные плюсы не делают фильм хорошим, а лишь удерживают его от того, чтобы стать столь же крупной катастрофой, которая произошла на самом деле». Несмотря на разгром критиков и провал в прокате, фильм завоевал «Оскар» за лучшие визуальные и световые эффекты, а также номинации на «Оскар» за лучшую операторскую работу, лучшую художественную постановку и лучший звук .
Следующей картиной Уайза стал триллер о реинкарнации «Чужая дочь» (1977), над которым он работал как продюсер и как режиссёр. Фильм рассказывает о благополучной семье Темплтонов, которая однажды знакомится с преследующим их таинственным незнакомцем Эллиотом Гувером (Энтони Хопкинс). Он утверждает, что Айви, 11-летняя дочь Темплтонов, является реинкарнацией его дочери Одри Роуз, погибшей в автокатастрофе за мгновения до рождения Айви. Через несколько дней у Айви начинается приступ необъяснимого кошмара, который останавливает неожиданно появившийся Эллиот, который затем незаметно уводит девочку в квартиру, которую он аренддовал этажом ниже. Полиция быстро находит их, и Эллиот предстаёт перед судом по обвинению в похищении ребёнка. В суд в качестве эксперта приглашается индуистский монах, который излагает теорию реинкарнации, на основании которой построены утверждения Эллиота. Во время перерыва в судебном процессе мать временно селится с Айви в гостинице, где ночью слышит, как в ванной комнате перед зеркалом Айви несколько раз обращается к Одри Роуз. В ходе дальнейшего процесса родители просят разрешения суда с помощью гипноза доказать, что Айви не является реинкарнацией Одри Роуз. В решающий момент гипнотического сеанса Айви вспоминает автокатастрофу, после чего приходит в возбуждённое состояние и теряет сознание. Эллиот врывается в комнату, чтобы спасти девочку, но она умирает у него на руках. Некоторое время спустя в письме к Эллиоту родители признают, что Айви была реинкарнацией Одри.
После выхода фильма оценки критиков разделились примерно поровну — одни его ругали, а другие хвалили. И, как пишет историк кино Элинор Куин, «даже почти двадцать пять лет спустя критикам трудно решить, была ли „Чужая дочь“ триумфом или провалом для Уайза». Конечно, у фильма были сильные конкуренты в момент его выхода на экраны — «Изгоняющий дьявола» (1973) или «Омен» (1976). Однако, как замечает Куин, в отличие от тех фильмов, «Уайз не стремился шокировать своих слушателей; вместо этого он приглашал их исследовать тёмную сторону неизвестного». Как говорил сам Уайз во время съёмок: «Я не думаю, что мы собираемся доказывать реинкарнацию в этой картине, но я очень открыт для всего того, что касается возможности сверхъестественного, паранормального и других измерений». Винсент Кэмби из «Нью-Йорк таймс» после выхода картины дал ей негативную оценку, написав, что «душа фильма — это душа „Изгоняющего дьявола“ после мгновенной переработки». Как далее отмечает критик, «очень грустно наблюдать за тем, что деньги и интеллектуальные ресурсы выброшены на этот жульнический, полностью лишённый воображения материал». При этом «мистер Уайз ничего не делает, чтобы изменить его. Вместо этого он дополняет каждое сценарное клише одним из своих собственных, и даже умудряется снять кульминационную сцену в зале суда абсолютно без саспенса». Как позднее написал историк кино Крейг Батлер, по сравнению с «Изгоняющим дьявола», который имел огромный успех, этот фильм является «более интеллектуальным, более тонким примером жанра, что становится для него как благословением, так и проклятием». Как далее пишет критик, «Роберт Уайз снял фильм в относительно сдержанной манере, но все же в нём есть изрядная доля леденящих душу моментов. Работая по очень многословному сценарию — который, надо отдать ему должное, оставаясь в рамках хоррора, пытается рационально рассмотреть концепцию реинкарнации — Уайз проницательно делает текст достоинством картины». В центре его внимания находятся актёрские реплики, часто монологи, которые и создают напряжённость. В конечном счете, «претенциозность и интеллектуальная сухость сценария не позволяют фильму стать первоклассным триллером, каким он мог бы быть, но он всё равно является достойной альтернативой более известным триллерам».
Два года спустя студия Paramount Pictures пригласила Уайза поставить научно-фантастический фильм «Звёздный путь: Фильм» (1979), первый полнометражный художественный фильм по популярному телесериалу «Звёздный путь» (1966—1969), создателем которого был Джин Родденберри. Как отмечено в информации Американского института киноискусства, руководство телекомпании NBC, которой принадлежал сериал, исходя из рейтингов, не рассматривало его как особенно успешный, и в итоге в 1969 году закрыло его. Тем не менее, у сериала сложилась значительная группа преданных поклонников, и, начиная с 1969 года, сериал добился крупного успеха в синдикации. В итоге в 1974 году Родденберри предложил студии Paramount Pictures сделать по сериалу полнометражный художественный фильм, намереваясь впоследствии сделать ещё несколько фильмов или запустить обновлённый телесериал. Родденберри написал первый вариант сценария, однако студия отвергла его, начав самостоятельный поиск сценаристов. В конце концов, после нескольких лет бесплодных поисков Paramount решила отказаться от создания фильма и сосредоточиться на обновлённом сериале для синдикации. Однако после грандиозного успеха фильмов «Звёздные войны» (1977) и «Близкие контакты третьей степени» (1977) Paramount неожиданно вновь вернулась к идее полнометражного фильма. Весной 1978 года студия официально объявила о плане сделать картину с бюджетом в 15 миллионов долларов, режиссёром которой будет Роберт Уайз. Уайз начал работу с доработки персонажей, а также окончательно убедил Леонарда Нимого вернуться в проект, в итоге вохранив для фильма всех основных актёров, а также многих членов творческой группы из изначального сериала. Съёмки картины начались в августе 1978 года в павильонах Paramount Studios в Голливуде. Для фильма были изготовлены новые костюмы и дорогостоящие декорации. Различными интерьерами космического корабля на студии было занято десять съёмочных павильонов, а создание капитанского мостика космического корабля обошлось в 1 миллион долларов. Основные съёмки завершились с двухнедельным опозданием в конце января 1979 года. Картину преследовали сложности с созданием высококачественных спецэффектов, и в итоге контракт с компанией ASTRA, которая так и не смогла добиться необходимых результатов, затратив 5 миллионов долларов, был разорван. На смену ей пришёл опытный мастер спецэффектов Дуглас Турнбулл, который заново выполнил всю работу. В итоге, согласно статье в «Лос-Анджелес таймс» расходы на создание фильма перевалили за 42 миллиона долларов, а некоторые источники называют цифру в 45 миллионов долларов, что сделало его одним из самых дорогих художественных фильмов своего времени.
Действие фильма происходит в XXIII веке, через несколько лет после возвращения космического корабля «Энтерпрайс» на Землю. Капитан корабля Джеймс Кирк (Уильям Шетнер) повышен до звания адмирала и назначен в штаб космического флота, а сам корабль проходит тем временем глубокую модернизацию. Однако, когда возникает угроза Земле из космоса, Кирк снова становится во главе корабля. К Земле приближается таинственное, размером с планету, энергетическое облако огромной силы, которое способно уничтожить всё на своём пути. Вместе со Споком (Леонард Нимой), доктором Маккоем (Дефоррест Келли) и другими членами своего экипажа Кирк направляет «Энтерпрайз» внутрь энергетического облака, обнаруживая, что это давно потерянный космический зонд НАСА «Вояджер». Вобрав в себя за время своего многовеокового путешествия богатые данные о Вселенной, корабль превратился в разумное существо, называющее себя Ви’Джер, которое вернулось в поисках своего создателя.
Фильм добился заметного коммерческого успеха. Согласно информации The Hollywood Reporter от 22 ноября 1996 года, доходы от проката фильма только внутри страны составили 82.3 миллиона долларов. Те не менее, по словам «Нью-Йорк таймс», он получил разочаровывающие отзывы критики. В своей рецензии в «Лос-Анджелес таймс» от 10 декабря 1979 года Чарльз Чемплин, в частности, написал, что «фильм сильно опирается на спецэффекты, однако ему не хватает как экшна и эмоций „Звёздных войн“, так и мистицизма „Космической одиссеи“», а сам «сюжет не достаточно весом для двухчасового фильма». Популярный кинокритик Леонард Малтин назвал фильм «медленным, многословным и вторичным, который отчасти спасли потрясающие спецэффекты». С другой стороны, журнал Variety в своей рецензии отметил, что «продюсер Родденберри и режиссёр Уайз собрали огромную техническую команду, в результате создав самое современное экранное чудо… Этот триллер содержит все ингредиенты, завоевавшие сердца поклонников — это и философская дилемма, представленная темой контроля над разумом, и проблемы с космическим кораблем, и надежный, понимающий Кирк, и всегда логичный Спок и напряженный эпизод с сюжетным поворотом в финале картины». Но главным секретом фильма стали дорогие эффекты Дугласа Турнбулла, «удивительное волшебство которых оправдывает его колоссальный бюджет». В итоге, фильм был номинирован на три «Оскара» — за лучшую художественную постановку, лучшую музыку и лучшие визуальные эффекты. Коммерческий успех картины привёл к тому, что в 1982—1991 годах вышло ещё пять полнометражных фильмов, а с 1987 по 1994 год на телевидении транслировался сериал «Звёздный путь: Следующее поколение». В 2001 году Уайз с согласия компании Paramount перемонтировал некоторые сцены и спецэффекты картины, а также заменил часть материала, выпустив новую версию картины на DVD.

## 1980—2000 годы
После фильма «Звёздный путь: Фильм» Уайз решил оставить режиссуру и заниматься только продюсерством. В 1986 году Уайз был указан в титрах как исполнительный продюсер криминальной мелодрамы «Уиздом» (1986), которую написал и поставил популярный 23-летний актёр Эмилио Эстевес, сыгравший в картине главную роль в паре с Деми Мур. Уайз в беседе с корреспондентом «Нью-Йорк таймс» назвал свою должность в этом фильме как «исполнительный режиссёр», заявив, что взялся за эту работу по просьбе продюсерской компании Gladden Entertainment Corporation с согласия Эстевеса. По словам Уайза, его роль в картине скорее напоминала роль наставника: «Я присутствовал на съёмках, чтобы помочь ему, когда он хотел что-то обсудить или хотел убедиться, что выбрал правильный ракурс или что это будет хорошо смотреться при монтаже, обеспечивают ли выбранные ракурсы достаточное покрытие сцены. Я никогда не вмешивался, когда он ставил сцену. Но когда что-то беспокоило меня, я отводил его в сторону и говорил: „Будь осторожен с тем-то, или следи внимательней за этим, будь осторожен, по-моему, она выглядит неправильно в этом кадре“. Мы обсуждали в основном технические моменты». Уайз полагал, что он первый из режиссёров-ветеранов, кто сыграл роль наставника, передающего свой опыт кинорежиссёру нового поколения. По его словам, «возможно, это послужит примером для других опытных режиссёров поступать таким же образом. Но этого должны хотеть сами молодые режиссёры. Это главное».
Последним художественным фильмом Уайза, где, по словам Бергана, он «к сожалению, согласился выступить в качестве режиссёра», стала криминальная мелодрама-мюзикл категории В «Война на крышах» (1989). Действие картине происходит на Манхэттене, очень напоминая окружающую среду, показанную в «Вестсайдской истории». Главный герой картины, тихий и мягкий белый подросток Т уходит из дома, находя укрытие в старой водонапорной башне, расположенной на крыше заброшенного многоэтажного дома. Вокруг него собирается группа таких же парней, включая уличного художника граффити по прозвищу Писк, вместе с которым они живут преимущественно за счёт сбора металлолома и мелких краж. По вечерам парни собираются на крыше для «боя», своеобразной смеси бесконтактного карате и танца, целью которого является вытеснение соперника с площадки. Некоторое время спустя мелкий наркоторговец Лобо организует в доме, где обитает Т, свою точку торговли крэком. На Лобо вынуждена работать его красавица-кузина Елана, с которой у Т возникают взаимные чувства. После убийства Писка конфликт между Т и его ребятами, с одной стороны, и наркоторговцами Лобо, с другой стороны, обостряется, приходя к решающему столкновению, в котором Т вынужден применить свои навыки «боя». Известный кинокритик «Чикаго Сан-Таймс» Роджер Эберт посчитал фильм «нереалистичным», «предсказуемым» и «вторичным», который делает неудачную попытку сделать из клишированного музыкального фэнтези содержательную историю. Как заметил Геринг, фильм «прошёл практически незамеченным».
В 2000 году в возрасте 86 лет Уайз ещё раз вернулся к режиссуре, поставив для кинокомпании кабельного телевидения Showtime мелодраму «Летний шторм» (2000). Действие картины происходит в 1969 году, её главный герой, вечно недовольный еврейский владелец магазинчика в небольшом городе в штате Нью-Йорк (Питер Фальк), в силу обстоятельств вынужден приютить в своём доме бездомного чёрного мальчика. Поначалу между ними складываются враждебные отношения, которые однако постепенно перерастают в крепкую дружбу после того, как выясняется, что у обоих ближайшие люди героически погибли на войне. Как отметил кинокритик Крейг Батлер, хотя очень сильный сценарий, написанный Родом Серлингом ещё в 1969 году, «немного устарел», однако это не связано с поставленными в нём социальными проблемами. При этом Уайз ставит картину с присущим ему профессионализмом и чуткостью, собрав отличный состав исполнителей. Фильм завоевал дневную премию «Эмми» как выдающийся детский фильм.
Когда фильмы Уайза стали издаваться на DVD, он записал закадровые комментарии к своим фильмам «Звуки музыки», «Дом на холме призраков» и «Подстава», а также руководил записью закадровых комментариев к фильмам «Канонерка» и «Административная власть». Он также обеспечил закадровый комментарий к режиссёрской версии фильма «Звёздный путь: Фильм» на DVD, который содержал перемонтированные сцены, новые оптические эффекты и новое сведение звука. Это был последний проект Уайза.

## Оценка творчества
Роберт Уайз был уважаемым режиссёром, своим творчеством добившимся широкого признания как в профессиональной среде, так и среди многочисленных поклонников. Как было отмечено в «Нью-Йорк таймс», «Уайз был добросовестным и честным мастером во многих киножанрах, который пользовался уважением многих своих коллег за то, что умел сохранить баланс между коммерцией и искусством, за профессионализм и спокойствие, и за помощь начинающим кинематографистам». По словам Геринга, Уайз «имел репутацию человека с крепкой производственной этикой, а также экономного режиссёра, ориентированного на бюджет». Как отмечает Адам Бернстейн в «Вашингтон пост», «чтобы лучше понять актёрскую профессию, ещё в начале своей кинокарьеры Уайз брал уроки актёрской игры, а в своей работе часто руководствовался верой в актёрскую интуицию. Благодаря этому, как режиссёр он окружил себя первоклассными актёрами, включая Уильяма Холдена, Пола Ньюмана, Роберта Райана, Берта Ланкастера, Сьюзен Хейворд и Джули Харрис».
Как отметила «Нью-Йорк таймс», Уайз "считал себя «режиссёром содержания, а не послания, и не боялся экспериментировать». Бернстейн обратил внимание на эклектичность творчества Уайза, фильмы которого «перескакивали с жанра на жанр с неизменной достоверностью». По словам Бергана, «в искусной манере переходя из жанра в жанр, из стиля в стиль, он был одним из ведущих режиссёров Голливуда». При этом Уайз «делал это без особой последовательности или демонстрации личностного подхода». В «Нью-Йорк таймс» также отмечалось, что «несмотря на универсальность, целеустремленность и мастерство Уайза в достижении неизменно превосходной игры от актёров, его критиковали за то, что у него не было индивидуального почерка. Недоброжелатели отвергали его как сентиментального технаря, фильмы которого со временем становились всё менее глубокими, менее изобретательными и порой глупыми». По словам Бернстейна, «он отвергал мнение тех, по его словам, „эзотерических“ критиков, которые считали, что у него нет единого стиля, и хотели назвать его либо королем саспенса подобно Альфреду Хичкоку, либо мастером вестернов как Джона Форда». Уайз говорил: «Некоторые более посвящённые критики утверждают, что нет стиля или почерка Роберта Уайза. Мой ответ на это состоит в том, что я пытался овладеть каждым жанром в том кинематографическом стиле, который, как я полагаю, правилен для этого жанра. Я ни в коем случае не взялся бы за „Звуки музыки“ с тем же подходом, как к „Я хочу жить!“, и это объясняет смешение стилей». Майкл Эптед, президент Гильдии режиссёров Америки, сказал в заявлении после смерти Уайза, что «его преданность кинематографической профессии и богатство его знаний о том, что мы делаем, и как мы делаем это, было особым даром его коллегам-режиссёрам».
Первого признания в кинематографе Уайз добился в начале 1940-х годов как киномонтажёр таких «эпохальных» картин Орсона Уэллса, как «Гражданин Кейн» и «Великолепные Эмберсоны». В Золотую эпоху кинематографа 1940-х годов Уайз стал сам с успехом ставить фильмы категории В на студии RKO Pictures, после чего делал значимые фильмы на протяжении 1950—1970-х годов. Создав себе репутацию организованного и безупречного мастера, он работал буквально в каждом жанре — от высокой драмы до романтической комедии, от фильмов нуар до фильмов о сверхъестественном. В общей сложности Уайз поставил 39 фильмов в диапазоне от научной фантастики («День, когда остановилась Земля») и проблемной драмы («Я хочу жить!») до военных историй («Идти тихо, идти глубоко») и вестернов («Похвала дурному человеку»).
По словам «Нью-Йорк таймс», «карьера Уайза взмыла вверх» с «Вестсайдской историей», киноэкранизацией 1961 года знакового бродвейского мюзикла, за который он получил «Оскар» как лучший режиссёр совместно с хореографом Джеромом Роббинсом. Он получил второй «Оскар» как продюсер, когда фильм назвали лучшей картиной. Свои третий и четвёртый «Оскары» Уайз получил за «Звуки музыки», «роскошную экранизацию хитового театрального мюзикла», где он вновь был признан лучшим режиссёром и лучшим продюсером. По мнению «Чикаго Сан-Таймс», фильмы «Вестсайдская история» и «Звуки музыки» являются «двумя наиболее признанными критиками и популярными мюзиклами всех времён». Среди картин Уайза были также бизнес-драма «Административная власть», боксёрская лента «Кто-то там наверху любит меня», криминальная история с расовым поворотом «Ставки на завтра» и история с привидениями «Призрак дома на холме». По мнению Бергана, «самой сильной стороной Уайза были мрачные, недорогие, чёрно-белые реалистические драмы». Сам Уайз относил к числу своих любимых фильмов «Призрак дома на холме», а также драму о смертной казни «Я хочу жить!». Другими фильмами Уайза, которые, по мнению «Нью-Йорк таймс», продолжают с энтузиазмом смотреть зрители, являются хоррор «Похититель тел», «Подстава» и «День, когда остановилась Земля».

## Общественная деятельность
В 1966 году Уайз стал членом Совета управляющих Академии кинематографических искусств и наук, четырежды избирался вице-президентом Академии, а с 1985 по 1989 год был её президентом.
В 1971—1975 годах Уайз был президентом Гильдии режиссёров Америки. Он основал комитет Гильдии по специальным проектам, который возглавлял с 1976 по 2000 год
Уайз также был членом Попечительского совета Американского института кино и был председателем его Центра научных исследований.
Всю жизнь Уайз придерживался либеральных взглядов, помогая благотворительным организациям, включая Американский союз защиты гражданских свобод, а также основал Фонд Роберта Э. Уайза для оказания финансовой поддержки проектам в Лос-Анджелесе .

## Личная жизнь
Роберт Уайз был женат дважды. В 1942 году он женился на актрисе Патриции Дойл, которая после свадьбы оставила актёрскую карьеру. Через год после брака у пары родился сын Роберт Аллен, впоследствии ставший ассистентом оператора. Патриция умерла от рака в 1975 году.
В 1977 году Уайз женился на Миллисент Франклин, у которой была небольшая роль в его фильме «Звёздный путь: Фильм» . Этот брак продлился до смерти режиссёра в 2005 году. Помимо жены и сына от первого брака у Уайза осталась также приёмная дочь Памела Розенберг и внучка.

## Смерть
Роберт Уайз умер 14 сентября 2005 года в Медицинском центре Калифорнийского университета в Лос-Анджелесе в возрасте 91 года от сердечной недостаточности.
По словам друга семьи Лоренса Мириша, за три дня до смерти Уайз был бодр и жизнерадостен во время празднования своего 91-го дня рождения, в котором участвовали две дюжины близких друзей.

## Награды и номинации
За время своей карьеры, охватившей более 50 лет, Уайз семь раз номинировался на премию «Оскар». Всего он завоевал четыре «Оскара» — дважды как режиссёр и дважды как продюсер — за фильмы «Вестсайдская история» (1961) и «Звуки музыки» (1965). Он также номинировался на «Оскары» за монтаж классического фильма Орсона Уэллса «Гражданин Кейн», постановку фильма «Я хочу жить!» (1958) и как продюсер фильма «Канонерка» (1966), который был номинирован как лучшая картина.
Девять актёров и актрис были номинированы на «Оскары» за игру в фильмах, поставленных Уайзом, это Нина Фох, Сьюзен Хейворд, Рита Морено, Джордж Чакирис, Джули Эндрюс, Пегги Вуд, Стив Маккуин, Мако и Дэниел Мэсси. Среди них трое — Хейворд, Морено и Чакирис — завоевали эту премию.
Уайз был удостоен ряда наиболее почётных наград американской киноиндустрии. В 1966 году Академия кинематографических искусств и наук вручила Уайзу Награду имени Ирвинга Г. Тальберга, в 1988 году Гильдия режиссёров Америки вручила ему Награду имени Д. У. Гриффита за выдающиеся достижения на протяжении жизни и премию в категории за лучшую режиссуру — Художественный фильм, а в 1998 году он получил награду за достижения на протяжении жизни от Американского института киноискусства.
Три фильма, над которыми работал Уайз, вошли в список 100 величайших американских фильмов всех времён Американского института киноискусства, среди них «Гражданин Кейн» под номером 1, «Звуки музыки» — под номером 40 и «Вестсайдская история» — под номером 51.
| Награда                             | Год  | Категория                                        | Фильм                         | Результат |
| ----------------------------------- | ---- | ------------------------------------------------ | ----------------------------- | --------- |
| Оскар                               | 1942 | Лучший монтаж                                    | Гражданин Кейн                | Номинация |
| Оскар                               | 1959 | Лучший режиссёр                                  | Я хочу жить!                  | Номинация |
| Оскар                               | 1962 | Лучший фильм                                     | Вестсайдская история          | Победа    |
| Оскар                               | 1962 | Лучший режиссёр (совместно с Джеромом Роббинсом) | Вестсайдская история          | Победа    |
| Оскар                               | 1966 | Лучший фильм                                     | Звуки музыки                  | Победа    |
| Оскар                               | 1966 | Лучший режиссёр                                  | Звуки музыки                  | Победа    |
| Оскар                               | 1967 | Лучший фильм                                     | Канонерка                     | Номинация |
| Оскар                               | 1967 | Награда имени Ирвинга Тальберга                  |                               | Награда   |
| Золотой глобус                      | 1959 | Лучший режиссёр                                  | Я хочу жить!                  | Номинация |
| Золотой глобус                      | 1962 | Лучший режиссёр (совместно с Джеромом Роббинсом) | Вестсайдская история          | Номинация |
| Золотой глобус                      | 1964 | Лучший режиссёр                                  | Призрак дома на холме         | Номинация |
| Золотой глобус                      | 1966 | Лучший режиссёр                                  | Звуки музыки                  | Номинация |
| Золотой глобус                      | 1967 | Лучший режиссёр                                  | Канонерка                     | Номинация |
| Каннский кинофестиваль              | 1949 | Премия ФИПРЕССИ                                  | Подстава                      | Победа    |
| Каннский кинофестиваль              | 1949 | Гран-При                                         | Подстава                      | Номинация |
| Венецианский кинофестиваль          | 1954 | Золотой лев                                      | Административная власть       | Номинация |
| Гильдия кинорежиссёров Америки      | 1955 | Лучший режиссёр                                  | Административная власть       | Номинация |
| Гильдия кинорежиссёров Америки      | 1957 | Лучший режиссёр                                  | Кто-то там наверху любит меня | Номинация |
| Гильдия кинорежиссёров Америки      | 1959 | Лучший режиссёр                                  | Я хочу жить!                  | Номинация |
| Гильдия кинорежиссёров Америки      | 1962 | Лучший режиссёр                                  | Вестсайдская история          | Победа    |
| Гильдия кинорежиссёров Америки      | 1966 | Лучший режиссёр                                  | Звуки музыки                  | Победа    |
| Гильдия кинорежиссёров Америки      | 1967 | Лучший режиссёр                                  | Канонерка                     | Номинация |
| Гильдия кинорежиссёров Америки      | 1983 | Почётный пожизненный член Гильдии                |                               | Награда   |
| Гильдия кинорежиссёров Америки      | 1984 | Награда имени Роберта Олдрича за достижения      |                               | Награда   |
| Гильдия кинорежиссёров Америки      | 1988 | Награда за достижения на протяжении жизни        |                               | Награда   |
| Гильдия кинорежиссёров Америки      | 2001 | Награда Президента                               |                               | Награда   |
| Американский институт киноискусства | 1998 | Награда за достижения на протяжении жизни        |                               | Награда   |
| Голливудская аллея славы            | 1960 | Звезда «Аллеи славы» за вклад в киноиндустрию    |                               | Награда   |

## Фильмография
| Год  | Русское название               | Оригинальное название                | Студия                                                        | В каком качестве участвовал | Примечания                                                    |
| ---- | ------------------------------ | ------------------------------------ | ------------------------------------------------------------- | --------------------------- | ------------------------------------------------------------- |
| 1934 | Весёлый развод                 | The Gay Divorcee                     | RKO Radio Pictures                                            | Монтажёр звуковых эффектов  | В титрах не указан                                            |
| 1934 | Бремя страстей человеческих    | Of Human Bondage                     | RKO Radio Pictures                                            | Монтажёр звуковых эффектов  | В титрах не указан                                            |
| 1935 | Цилиндр                        | Top Hat                              | RKO Radio Pictures                                            | Монтажёр звуковых эффектов  | В титрах не указан                                            |
| 1935 | Осведомитель                   | The Informer                         | RKO Radio Pictures                                            | Монтажёр звуковых эффектов  | В титрах не указан                                            |
| 1939 | История Вернона и Ирен Кастл   | The Story of Vernon and Irene Castle | RKO Radio Pictures                                            | Ассистент монтажёра         | В титрах не указан                                            |
| 1939 | Мать-одиночка                  | Bachelor Mother                      | RKO Radio Pictures                                            | Монтажёр                    |                                                               |
| 1939 | Девушка с Пятой авеню          | 5th Ave Girl                         | RKO Radio Pictures                                            | Монтажёр                    |                                                               |
| 1939 | Горбун из Нотр-Дама            | The Hunchback of Notre Dame          | RKO Radio Pictures                                            | Монтажёр                    |                                                               |
| 1940 | Моя любимая жена               | My Favorite Wife                     | RKO Radio Pictures                                            | Монтажёр                    |                                                               |
| 1940 | Танцуй, девочка, танцуй        | Dance, Girl, Dance                   | RKO Radio Pictures                                            | Монтажёр                    |                                                               |
| 1941 | Гражданин Кейн                 | Citizen Kane                         | RKO Radio Pictures                                            | Монтажёр                    |                                                               |
| 1941 | Дьявол и Дэниел Уэбстер        | The Devil and Daniel Webster         | RKO Radio Pictures                                            | Монтажёр                    |                                                               |
| 1942 | Великолепные Эмберсоны         | The Magnificent Ambersons            | RKO Radio Pictures                                            | Монтажёр                    | Также постановщик дополнительных сцен (без указания в титрах) |
| 1942 | Семь дней отпуска              | Seven Days' Leave                    | RKO Radio Pictures                                            | Монтажёр                    |                                                               |
| 1943 | Бомбардир                      | Bombardier                           | RKO Radio Pictures                                            | Монтажёр                    |                                                               |
| 1943 | Падший воробей                 | The Fallen Sparrow                   | RKO Radio Pictures                                            | Монтажёр                    |                                                               |
| 1943 | Железный майор                 | The Iron Major                       | RKO Radio Pictures                                            | Монтажёр                    |                                                               |
| 1944 | Случай в Аравии                | Action in Arabia                     | RKO Radio Pictures                                            | Режиссёр второго состава    | В титрах не указан                                            |
| 1944 | Проклятие людей-кошек          | The Curse of the Cat People          | RKO Radio Pictures                                            | Режиссёр                    |                                                               |
| 1944 | Мадмуазель Фифи                | Mademoiselle Fifi                    | RKO Radio Pictures                                            | Режиссёр                    |                                                               |
| 1945 | Похититель тел                 | The Body Snatcher                    | RKO Radio Pictures                                            | Режиссёр                    |                                                               |
| 1945 | Игра смерти                    | A Game of Death                      | RKO Radio Pictures                                            | Режиссёр                    |                                                               |
| 1946 | Криминальный суд               | Criminal Court                       | RKO Radio Pictures                                            | Режиссёр                    |                                                               |
| 1947 | Рождённый убивать              | Born to Kill                         | RKO Radio Pictures                                            | Режиссёр                    |                                                               |
| 1948 | Кровь на Луне                  | Blood on the Moon                    | RKO Radio Pictures                                            | Режиссёр                    |                                                               |
| 1948 | Тайна в Мексике                | Mystery in Mexico                    | RKO Radio Pictures                                            | Режиссёр                    |                                                               |
| 1949 | Подстава                       | The Set-Up                           | RKO Radio Pictures                                            | Режиссёр                    |                                                               |
| 1950 | Три тайны                      | Three Secrets                        | Warner Bros.                                                  | Режиссёр                    |                                                               |
| 1950 | Два флага Запада               | Two Flags West                       | 20th Century Fox                                              | Режиссёр                    |                                                               |
| 1951 | День, когда остановилась Земля | The Day the Earth Stood Still        | 20th Century Fox                                              | Режиссёр                    |                                                               |
| 1951 | Дом на Телеграфном холме       | The House on Telegraph Hill          | 20th Century Fox                                              | Режиссёр                    |                                                               |
| 1952 | Кое-что для птиц               | Something for the Birds              | 20th Century Fox                                              | Режиссёр                    |                                                               |
| 1952 | Город в плену                  | The Captive City                     | United Artists                                                | Режиссёр                    |                                                               |
| 1953 | Возвращение в рай              | Return to Paradise                   | United Artists                                                | Продюсер                    |                                                               |
| 1953 | Такой большой                  | So Big                               | Warner Bros.                                                  | Режиссёр                    |                                                               |
| 1953 | Место назначения - Гоби        | Destination Gobi                     | 20th Century Fox                                              | Режиссёр                    |                                                               |
| 1953 | Крысы пустыни                  | The Desert Rats                      | 20th Century Fox                                              | Режиссёр                    |                                                               |
| 1954 | Административная власть        | Executive Suite                      | Metro-Goldwyn-Mayer                                           | Режиссёр                    |                                                               |
| 1956 | Кто-то там наверху любит меня  | Somebody Up There Likes Me           | Metro-Goldwyn-Mayer                                           | Режиссёр                    |                                                               |
| 1956 | Похвала дурному человеку       | Tribute to a Bad Man                 | Metro-Goldwyn-Mayer                                           | Режиссёр                    |                                                               |
| 1956 | Елена Троянская                | Helen of Troy                        | Warner Bros.                                                  | Режиссёр                    |                                                               |
| 1957 | Пока не поплывут               | Until They Sail                      | Metro-Goldwyn-Mayer                                           | Режиссёр                    |                                                               |
| 1957 | Долгожданная ночь              | This Could Be the Night              | Metro-Goldwyn-Mayer                                           | Режиссёр                    |                                                               |
| 1958 | Идти тихо, идти глубоко        | Run Silent, Run Deep                 | United Artists                                                | Режиссёр                    |                                                               |
| 1958 | Я хочу жить!                   | I Want to Live!                      | United Artists                                                | Режиссёр                    |                                                               |
| 1959 | Ставки на завтра               | Odds Against Tomorrow                | HarBel Productions, United Artists                            | Режиссёр, Продюсер          |                                                               |
| 1961 | Вестсайдская история           | West Side Story                      | Mirisch Pictures, Seven Arts Productions, United Artists      | Режиссёр, Продюсер          | Совместная режиссура с Джеромом Роббинсом                     |
| 1962 | Двое на качелях                | Two for the Seesaw                   | United Artists                                                | Режиссёр                    |                                                               |
| 1963 | Призрак дома на холме          | The Haunting                         | Argyle Enterprises, Metro-Goldwyn-Mayer                       | Режиссёр, Продюсер          | Как продюсер в титрах не указан                               |
| 1965 | Звуки музыки                   | The Sound of Music                   | Robert Wise Productions, Argyle Enterprises, 20th Century Fox | Режиссёр, Продюсер          |                                                               |
| 1966 | Канонерка                      | The Sand Pebbles                     | Argyle — Solar Productions, 20th Century Fox                  | Режиссёр, Продюсер          |                                                               |
| 1968 | Звезда!                        | Star!                                | 20th Century Fox                                              | Режиссёр                    |                                                               |
| 1970 | Производительница детей        | The Baby Maker                       | Robert Wise Productions, National General Pictures            | Исполнительный продюсер     |                                                               |
| 1971 | Штамм «Андромеда»              | The Andromeda Strain                 | Universal Pictures                                            | Режиссёр, Продюсер          |                                                               |
| 1973 | Двое                           | Two People                           | Universal Pictures                                            | Режиссёр, Продюсер          |                                                               |
| 1975 | Гинденбург                     | The Hindenburg                       | The Filmakers Group, Universal Pictures                       | Режиссёр, Продюсер          | Как продюсер в титрах не указан                               |
| 1977 | Чужая дочь                     | Audrey Rose                          | United Artists                                                | Режиссёр                    |                                                               |
| 1979 | Звёздный путь: Фильм           | Star Trek: The Motion Picture        | Paramount Pictures                                            | Режиссёр                    |                                                               |
| 1986 | Уиздом                         | Wisdom                               | Gladden Entertainment, 20th Century Fox                       | Исполнительный продюсер     |                                                               |
| 1989 | Война на крышах                | Rooftops                             | Koch Company, Mark/Jett Productions, 'New Visions Pictures    | Режиссёр                    |                                                               |
| 1996 | Семейка придурков              | The Stupids                          | Imagine Entertainment, Savoy Pictures, Rank Organisation      | Актёр                       |                                                               |
| 2000 | Летний шторм                   | A Storm in Summer                    | Hallmark Entertainment, Showtime Original Pictures            | Режиссёр                    | Телевизионный фильм                                           |